# Frattale

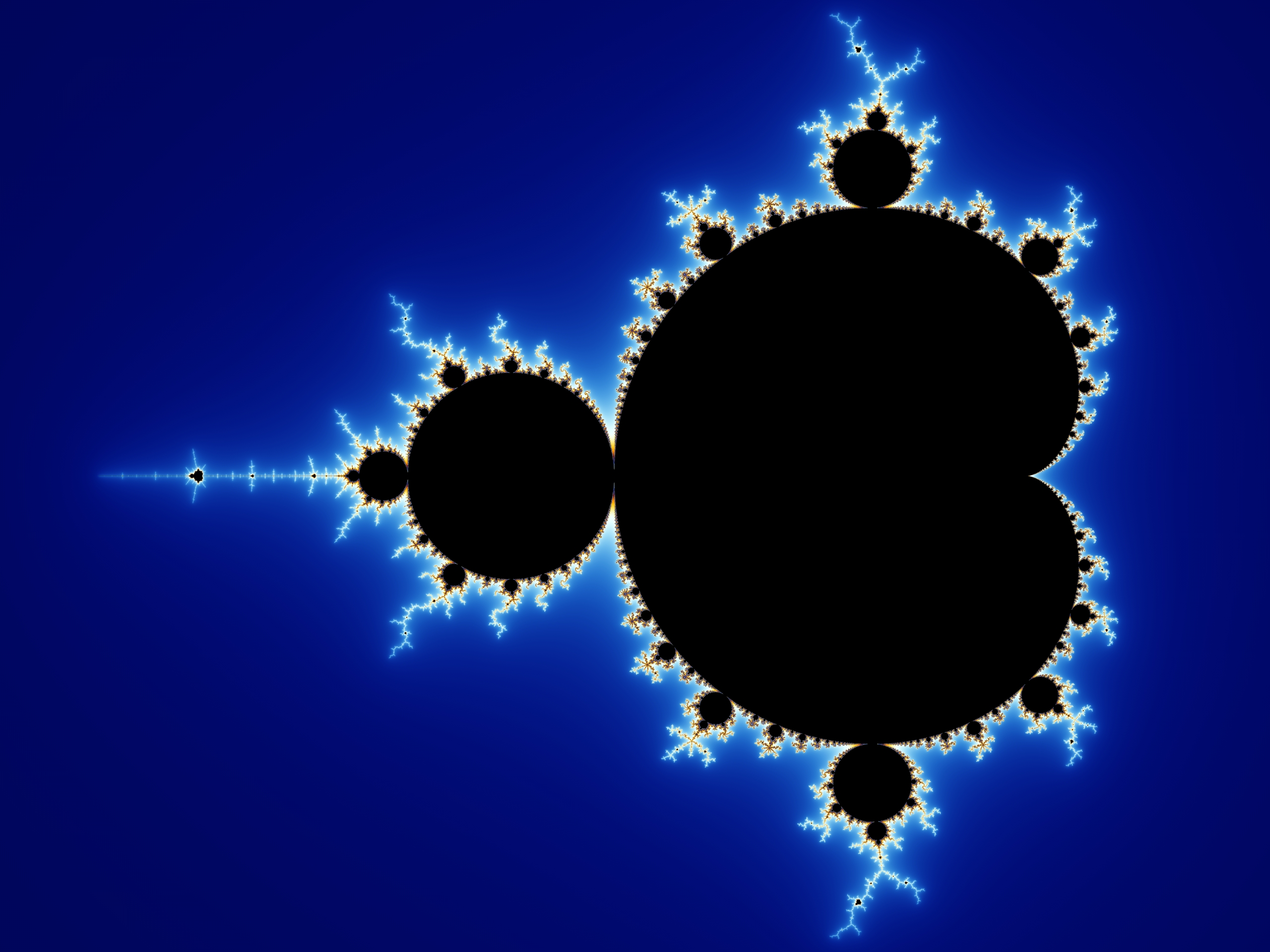
Frattale di Mandelbrot

Un frattale è un oggetto geometrico dotato di omotetia interna: si ripete nella sua forma allo stesso modo su scale diverse, e dunque ingrandendo una qualunque sua parte si ottiene una figura simile all'originale. Si dice quindi geometria frattale, la geometria (non euclidea) che studia queste strutture, ricorrenti ad esempio nella progettazione ingegneristica di reti, nel moto browniano e nelle galassie.
Questa caratteristica è spesso chiamata auto similarità oppure autosomiglianza. Il termine frattale venne coniato nel 1975 da Benoît Mandelbrot nel libro Les Objets Fractals: Forme, Hasard et Dimension per descrivere alcuni comportamenti matematici che sembravano avere un comportamento "caotico", e deriva dal latino fractus (rotto, spezzato), così come il termine frazione; infatti le immagini frattali sono considerate dalla matematica oggetti di dimensione anche non intera. Ad esempio, la curva di Koch ha dimensione {\displaystyle {\frac {\log 4}{\log 3}}\approx 1{,}26186}.
I frattali compaiono spesso nello studio dei sistemi dinamici, nella definizione di curve o insiemi e nella teoria del caos e sono spesso descritti in modo ricorsivo da algoritmi o equazioni molto semplici, scritte con l'ausilio dei numeri complessi. Ad esempio l'equazione che descrive l'insieme di Mandelbrot è la seguente:
{\displaystyle a_{n+1}=a_{n}^{2}+P_{0}}
dove {\displaystyle a_{n}} e {\displaystyle P_{0}} sono numeri complessi.

## Frattali e natura

Forma frattale di una montagna

La natura produce molti esempi di forme molto simili ai frattali. Ad esempio in un albero, soprattutto nell'abete, ogni ramo è approssimativamente simile all'intero albero e ogni rametto è a sua volta simile al proprio ramo e così via; è anche possibile notare fenomeni di auto-similarità nella forma di una costa: con immagini riprese da satellite man mano sempre più grandi si può notare che la struttura generale di golfi più o meno dentellati mostra molte componenti che, se non identiche all'originale, gli assomigliano comunque molto. Frattali sono presenti anche in altri aspetti della natura, come nel profilo geomorfologico delle montagne, nelle nubi, nei cristalli di ghiaccio, in alcune foglie e fiori. Secondo Mandelbrot, le relazioni fra frattali e natura sono più profonde di quanto si creda.
(Benoît Mandelbrot)

### Auto-similitudine e definizione ricorsiva

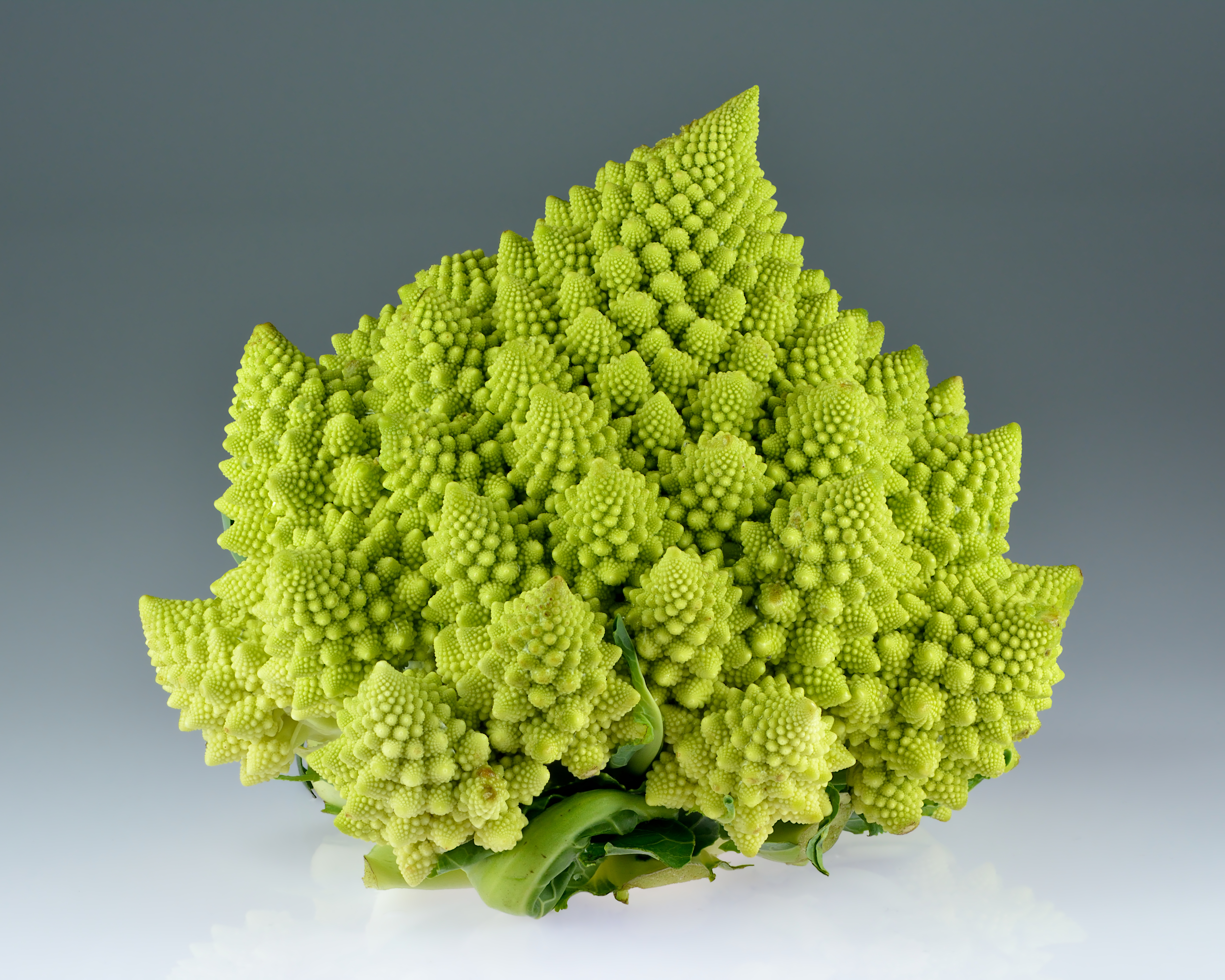
La forma frattale di un broccolo romanesco

A qualunque scala si osservi, l'oggetto presenta sempre gli stessi caratteri globali.
Una sostanziale differenza tra un oggetto geometrico euclideo ed un frattale è il modo in cui si costruisce. Infatti una curva piana si costruisce generalmente sul piano cartesiano, utilizzando una funzione del tipo:
{\displaystyle f(x(t),y(t))=0}
che descrive la posizione del punto sulla curva al variare del tempo {\displaystyle t}.
Invece la costruzione dei frattali non si basa su un'equazione, ma su un algoritmo. Ciò significa che si è in presenza di un metodo, non necessariamente numerico, che deve essere utilizzato per disegnare la curva. Inoltre l'algoritmo non è mai applicato una volta sola, ma la procedura è iterata un numero di volte teoricamente infinito: a ogni iterazione la curva si avvicina sempre più al risultato finale (per approssimazione) e, dopo un certo numero di iterazioni, l'occhio umano non è più in grado di distinguere le modifiche oppure l'hardware del computer non è più in grado di consentire ulteriori miglioramenti. Pertanto, quando si disegna concretamente un frattale, ci si può fermare dopo un congruo numero di iterazioni.
Alla base dell'auto-similarità sta una particolare trasformazione geometrica chiamata omotetia che permette di ingrandire o ridurre una figura lasciandone inalterata la forma. Un frattale è un ente geometrico che mantiene la stessa forma se ingrandito con una omotetia opportuna, detta omotetia interna.

## Caratteristiche

### Dimensione frattale
La dimensione frattale, o dimensione di Hausdorff, è un parametro molto importante che determina il "grado di irregolarità" dell'oggetto frattale preso in esame.
Mandelbrot nel suo libro intitolato "Gli oggetti frattali" pubblicato nel 1975 afferma l'esistenza di differenti metodi per misurare la dimensione di un frattale, introdotti quando il matematico si cimentò con la determinazione della lunghezza delle coste della Gran Bretagna. Tra questi, il seguente.
Si fa avanzare lungo la costa un compasso di apertura prescritta {\displaystyle h} e ogni passo comincia dove finisce il precedente. Il valore dell'apertura {\displaystyle h} moltiplicato per il numero di passi fornirà la lunghezza approssimativa {\displaystyle L(h)} della costa; tuttavia rendendo l'apertura del compasso sempre più piccola i numeri di passi aumenteranno, l'apertura tenderà a zero e il numero dei passi tenderà all'infinito e la misura della lunghezza della costa tenderà all'esattezza.
Per ottenere la dimensione di Hausdorff della costa, in modo euristico, si può scegliere una successione per l'apertura del compasso, che tenda a zero, allora è possibile rapportare tra loro il numero di passi tra due ampiezze consecutive (dato che il numero di passi del compasso cresce al diminuire dell'apertura, rapportiamo il numero di passi attuale con quello ottenuto nello step precedente). Al tendere a zero di {\displaystyle h} si ottiene la dimensione di Hausdorff della costa.

### Il caso
Mandelbrot afferma che la costa è stata modellata nel corso del tempo da molteplici influenze. La situazione si presenta così complicata perché in geomorfologia non si conoscono le leggi che governano queste influenze. Quindi si può affermare che il caso occupa un ruolo rilevante e tuttora l'unico strumento capace di fornire una soluzione al problema è la statistica.
Il caso può generare irregolarità ed è capace di generare un'irregolarità talmente intensa come quella delle coste, anzi in molte situazioni è difficile impedire al caso di andare al di là delle aspettative.
Il caso non deve essere sottovalutato nello studio degli oggetti frattali in quanto l'omotetia interna fa sì che il caso abbia precisamente la stessa importanza a qualsiasi scala. Pertanto gli oggetti frattali sono inseriti nel contesto dei sistemi dinamici caotici.
Nel corso della storia molti matematici sono arrivati alle loro scoperte inaspettatamente. Lo stesso Mandelbrot afferma di essere arrivato alle sue scoperte per puro caso. Un giorno egli si trovò nella biblioteca dell'IBM dove molti libri che nessuno aveva mai letto stavano per essere spediti al macero. Benoit aprì una rivista a caso e lesse il nome del meteorologo Lewis Fry Richardson. Questo nome era già noto al matematico polacco per gli studi che stava effettuando sulla teoria della turbolenza. Richardson era uno studioso bizzarro ed eccentrico che era solito porsi domande che nessuno altro avrebbe mai formulato. Queste sue stramberie risultarono nell'anticipare scoperte che alcuni studiosi realizzarono nei decenni successivi.
Nel libro Richardson si preoccupò di misurare la lunghezza delle linee costiere su scale differenti. Mandelbrot fotocopiò il disegno che descriveva queste misure e lasciò il libro dove si trovava per riprenderlo il giorno seguente, ma il libro sparì. Il disegno servì al matematico per formulare la teoria dei frattali perché faceva riferimento a qualcosa che noi tutti conosciamo, le coste. Mandelbrot si rese così conto che tutti gli studi effettuati da lui stesso avevano qualcosa in comune per quanto spaziassero tra discipline completamente differenti. Il modello di partenza era lo stesso: Mandelbrot si preoccupò di definire l'apparente caos insito in essi.

## Famiglie di frattali

La curva di Von Koch, un tipo di frattale

Esistono diverse famiglie di frattali, suddivise in base al grado dei termini dell'equazione generatrice contenuti nell'algoritmo:
- Frattali lineari
- Frattali non lineari
- Frattali aleatori

### Frattali lineari
I frattali lineari sono quelli la cui equazione generatrice contiene solo termini del primo ordine e quindi l'algoritmo è lineare.
Questi frattali possono essere studiati con l'ausilio di un immaginario duplicatore di figure: la fotocopiatrice a riduzioni, una macchina metaforica ideata da John E. Hutchinson, un matematico della Australian National University a Canberra.
Questa macchina funziona più o meno come una normale fotocopiatrice con variatore di riduzione, ma ne differisce per il fatto di avere più lenti di riduzione, ciascuna delle quali può copiare l'originale collocato sulla macchina.
Le lenti possono essere predisposte secondo diversi fattori di riduzione e le immagini ridotte possono essere collocate in qualsiasi posizione. La figura può quindi essere spostata, allungata, accorciata, riflessa, ruotata o trasformata in tutti i modi, purché le varie trasformazioni risultino essere delle omotetie e i segmenti di retta dell'originale rimangano dunque segmenti di retta.

### Frattali non lineari
Esistono diversi tipi di frattali non lineari, la cui equazione generatrice è di ordine superiore a {\displaystyle 1}.
Uno di questi si basa sulla trasformazione quadratica ed è stato oggetto di attenzione particolare, poiché produce una grande ricchezza di forme geometriche a partire da un algoritmo piuttosto semplice ed è strettamente collegato all'odierna teoria del caos.
La teoria su cui si basa questo frattale quadratico fu descritta per la prima volta nel 1918 dal matematico francese Gaston Julia, che si trovava allora in un ospedale militare, convalescente delle ferite riportate durante la prima guerra mondiale. Tanto le sue ricerche quanto quelle contemporanee del suo accanito rivale Pierre Fatou, e basate sul comportamento della trasformazione {\displaystyle g(z)=z^{2}+c}, furono presto dimenticate fino alla rielaborazione da parte di Benoît Mandelbrot.
L'impresa intellettuale di Julia e Fatou è notevole perché, non esistendo a quel tempo calcolatori elettronici, essi potevano contare solamente sulle proprie capacità di astrazione.

### Frattali aleatori
I frattali finora esaminati sono deterministici. Benché i processi aleatori, come per esempio il lancio di un dado, possano produrre immagini frattali, essi non hanno alcun effetto sulla forma frattale finale. La situazione è ben diversa per un'altra classe di frattali, i cosiddetti frattali aleatori. Per generare un frattale di questo tipo si può cominciare con un triangolo giacente su un piano arbitrario.
I punti medi di ciascun lato del triangolo sono collegati tra loro e il triangolo è così diviso in quattro triangoli più piccoli. Ciascun punto medio è poi alzato o abbassato di una quantità scelta a caso. Lo stesso procedimento è applicato a ciascuno dei triangoli più piccoli e il processo è ripetuto all'infinito. All'aumentare del numero delle iterazioni, comincia a formarsi una superficie sempre più ricca di particolari. In questo «metodo dello spostamento dei punti medi», l'entità aleatoria dello spostamento dei punti medi è retta da una legge di distribuzione che può essere modificata fino a ottenere una buona approssimazione della superficie di cui si vuol costruire il modello.
Per un modello di una superficie relativamente liscia, le trasformazioni usate dovrebbero prevedere una regola per cui gli spostamenti dei punti medi diventino piccolissimi già dopo poche iterazioni. Una regola del genere aggiunge solo piccole prominenze sullo sviluppo complessivo.
Per rappresentare invece una superficie accidentata, come ad esempio la topografia di una catena montuosa, è meglio far diminuire di poco l'entità degli spostamenti a ogni iterazione.
Questo metodo per costruire superfici ha molte applicazioni. È stato impiegato per ottenere modelli dell'erosione del suolo e per analizzare le registrazioni sismiche al fine di capire i cambiamenti nelle zone di faglia. Questo concetto è stato usato da Richard E. Voss, collega di Mandelbrot al Thomas J. Watson Research Center, per generare immagini molto realistiche di pianeti, satelliti, nubi e montagne.

## Insieme di Mandelbrot

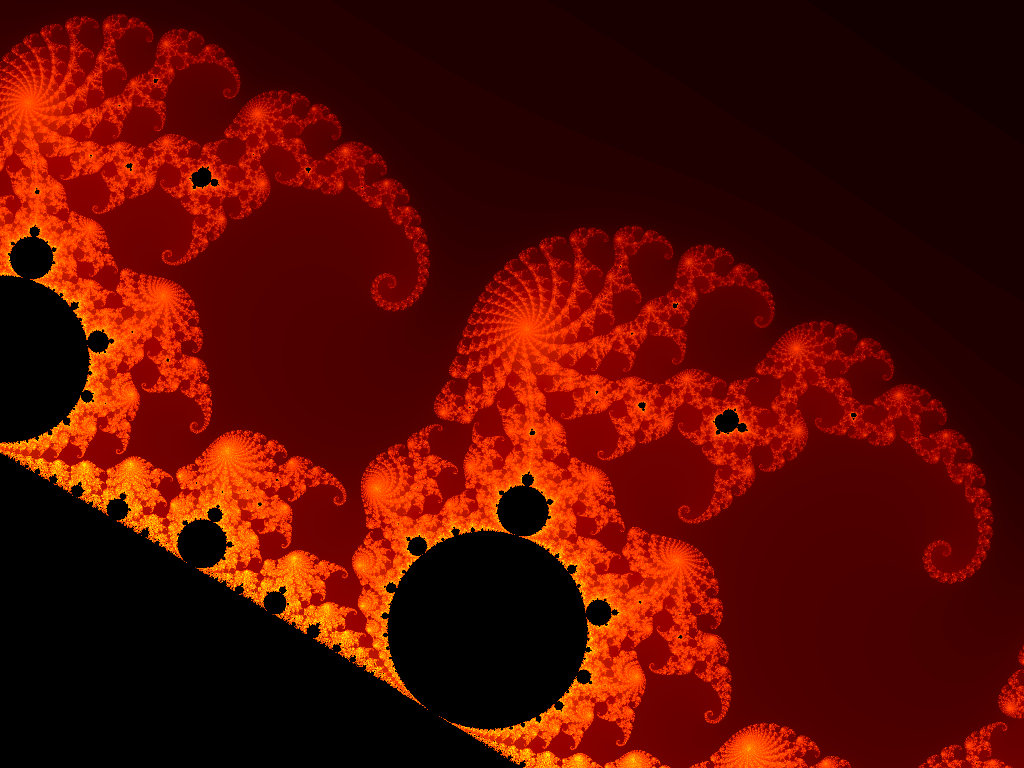
L'Insieme di Mandelbrot è il frattale più famoso

L'insieme di Mandelbrot è l'insieme dei {\displaystyle c\in \mathbb {C} } tali che, posto {\displaystyle z_{0}=0}, la successione {\displaystyle z_{n+1}=z_{n}^{2}+c} è limitata.
Il lavoro di gran lunga più riuscito in questo campo è quello sul cosiddetto potenziale elettrostatico dell'insieme di Mandelbrot.
Si immagini che l'insieme sia dotato di carica elettrica. Si potrebbe misurare il potenziale elettrico collocando una carica puntiforme all'esterno dell'insieme e misurando la forza elettrostatica agente su quel punto. Risulta che il calcolo del potenziale è strettamente legato alla successione {\displaystyle 0,c,c^{2}+c,(c^{2}+c)^{2}+c,\dots }, usata per stabilire se un {\displaystyle c} appartiene o no all'insieme di Mandelbrot.
La proprietà forse più affascinante dell'insieme di Mandelbrot è che esso può essere considerato un «deposito» di immagini di efficienza infinita: oltre a suddividere gli insiemi di Julia in connessi e non connessi, l'insieme di Mandelbrot funge anche da indice diretto e grafico di un numero infinito di insiemi di Julia.
Ingrandendo l'insieme di Mandelbrot intorno a un punto {\displaystyle c} situato sulla sua frontiera, appaiono forme che sono anche gli elementi costitutivi dell'insieme di Julia corrispondente al punto {\displaystyle c}. Tuttavia questa scoperta non è stata ancora rivestita di tutto il necessario rigore matematico.
Tan Lei, ricercatore dell'Università di Lione, ha dimostrato che l'insieme di Mandelbrot si comporta in questo modo per la maggior parte dei valori del parametro {\displaystyle c} situati esattamente sulla frontiera dell'insieme.

### Il metodo di Mandelbrot: frattali per iterazione di potenze diz{\displaystyle z}
Di seguito sono elencati una serie di frattali generati con il metodo Mandelbrot, cioè iterando {\displaystyle z=z^{m}+c}, per un {\displaystyle m} fissato. Tutti i punti del piano complesso {\displaystyle c=(c_{x},c_{y})} vengono considerati e, se non diversamente specificato, tutte le iterazioni iniziano dal punto {\displaystyle z_{0}=0}. Quando l'iterazione converge l'immagine è colorata di giallo pallido. La divergenza all'infinito è colorata con un colore che va dal nero al blu. Il caso {\displaystyle m=2}, cioè {\displaystyle z=z^{2}+c} è chiamato insieme di Mandelbrot.

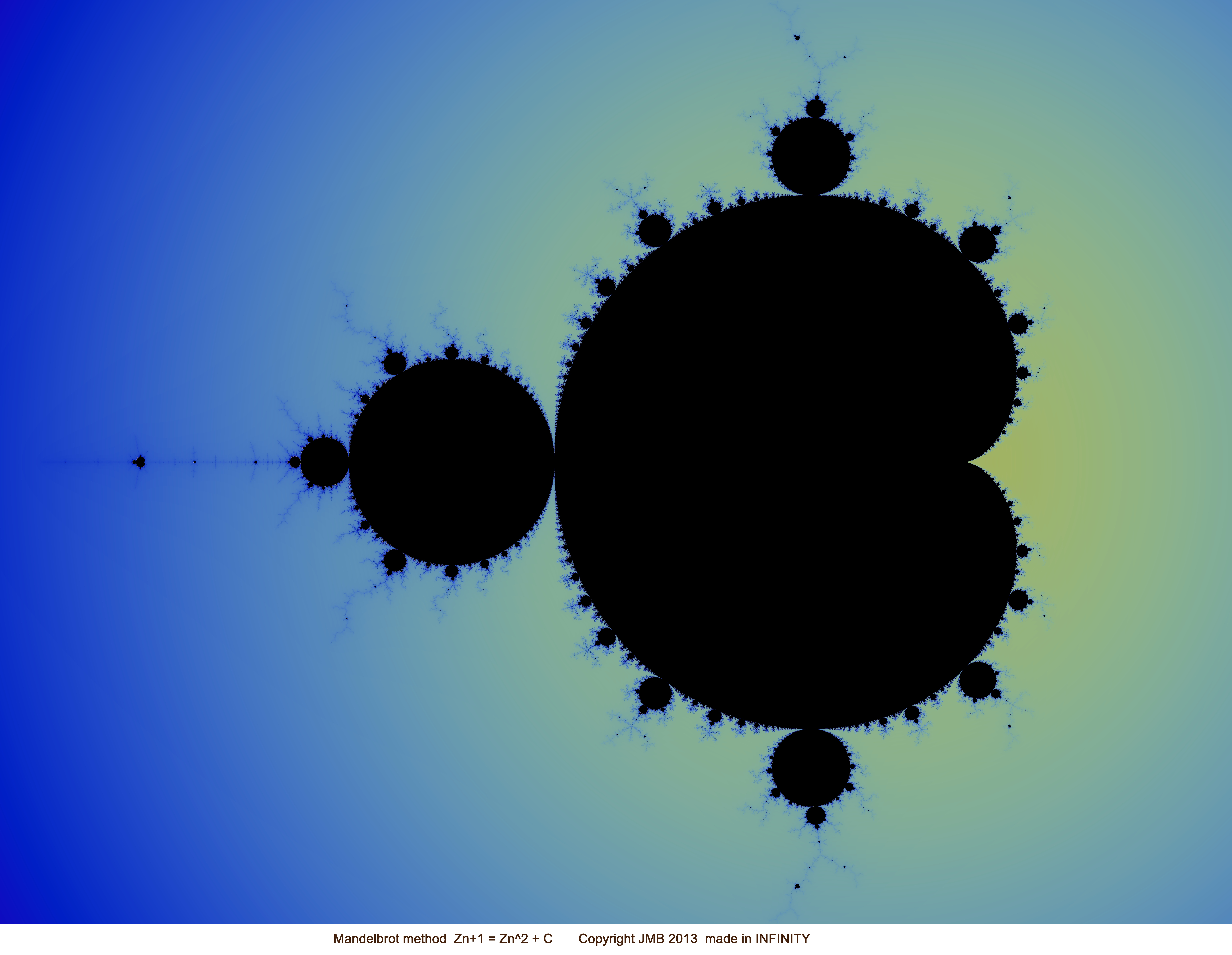
insieme di Mandelbrot
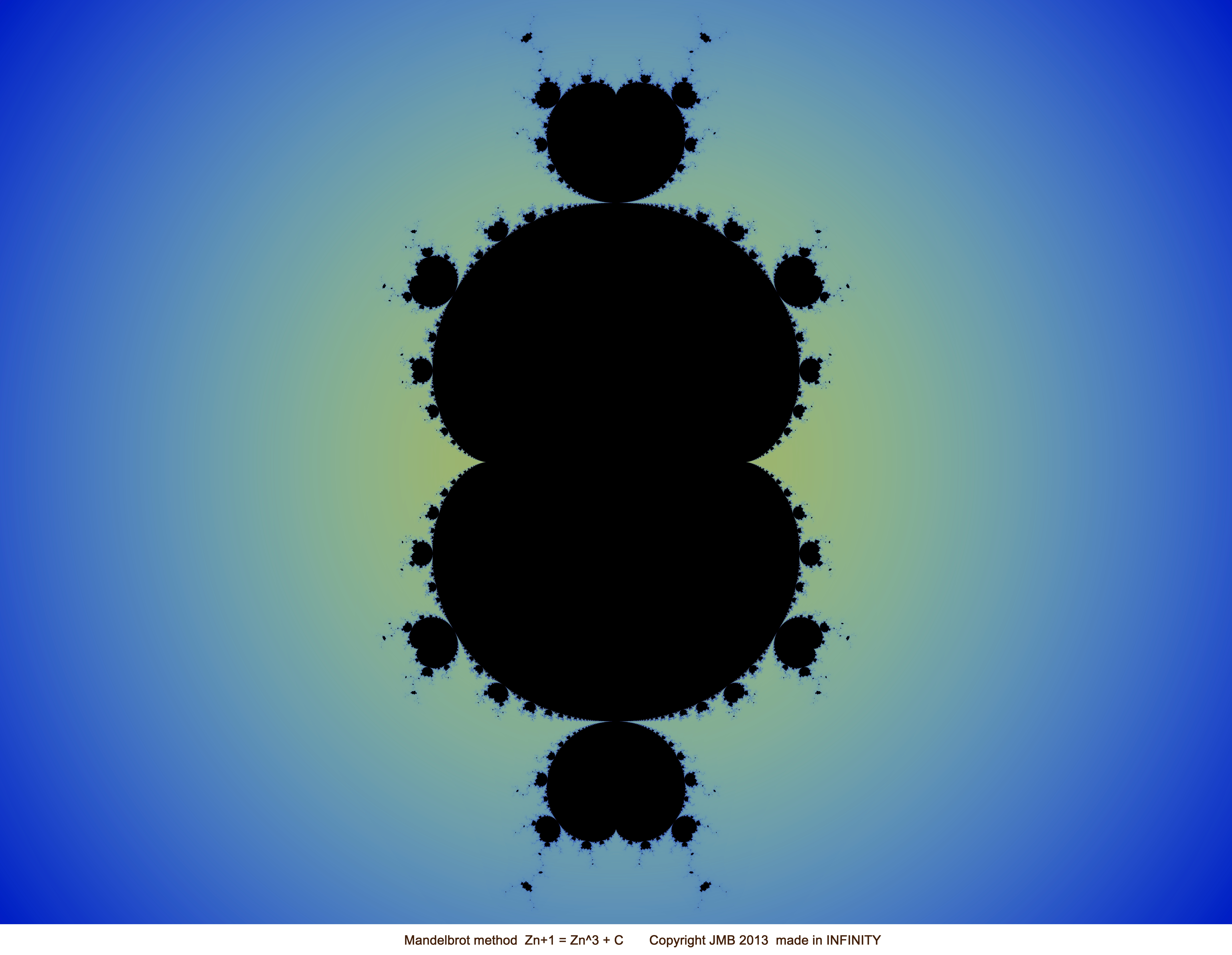
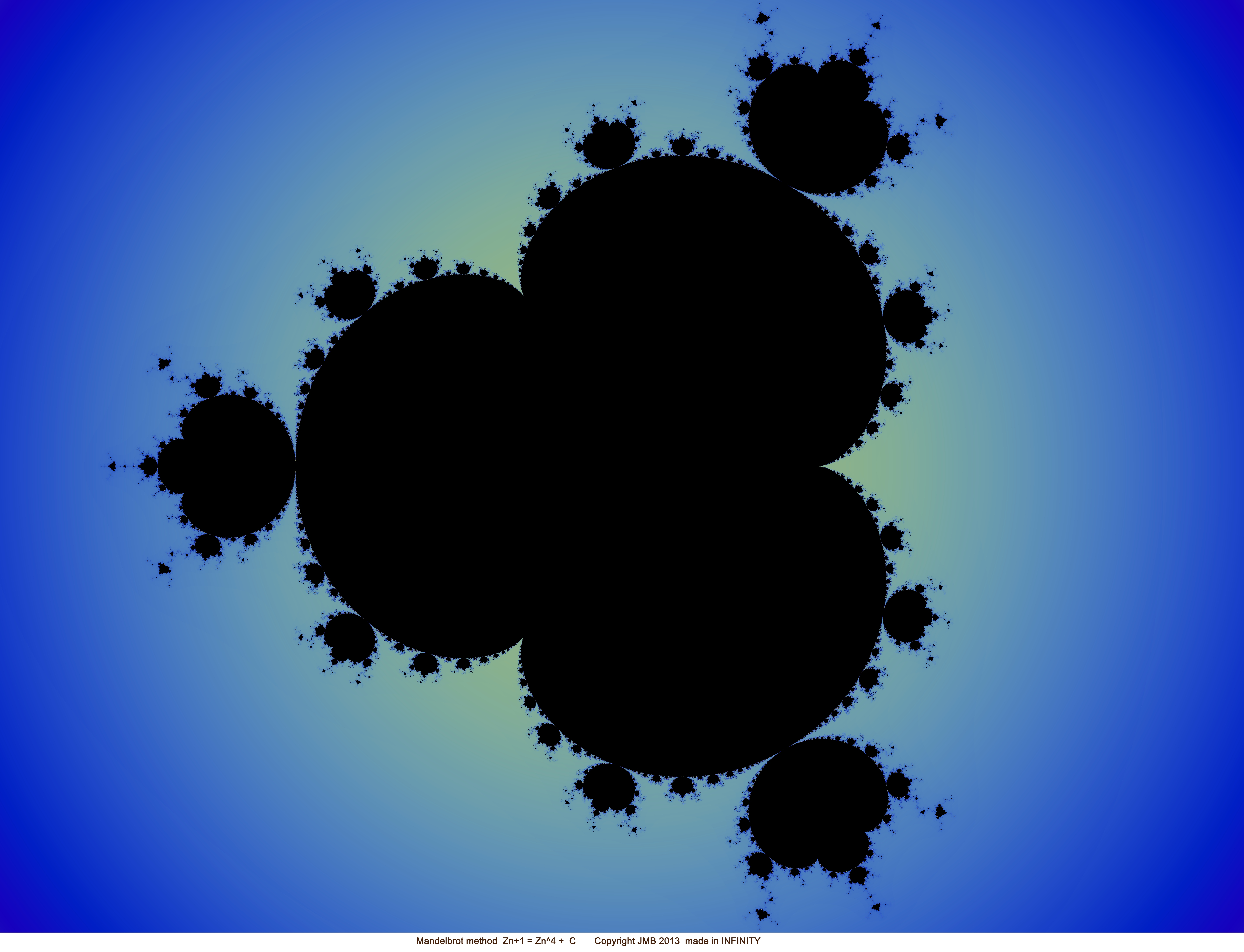
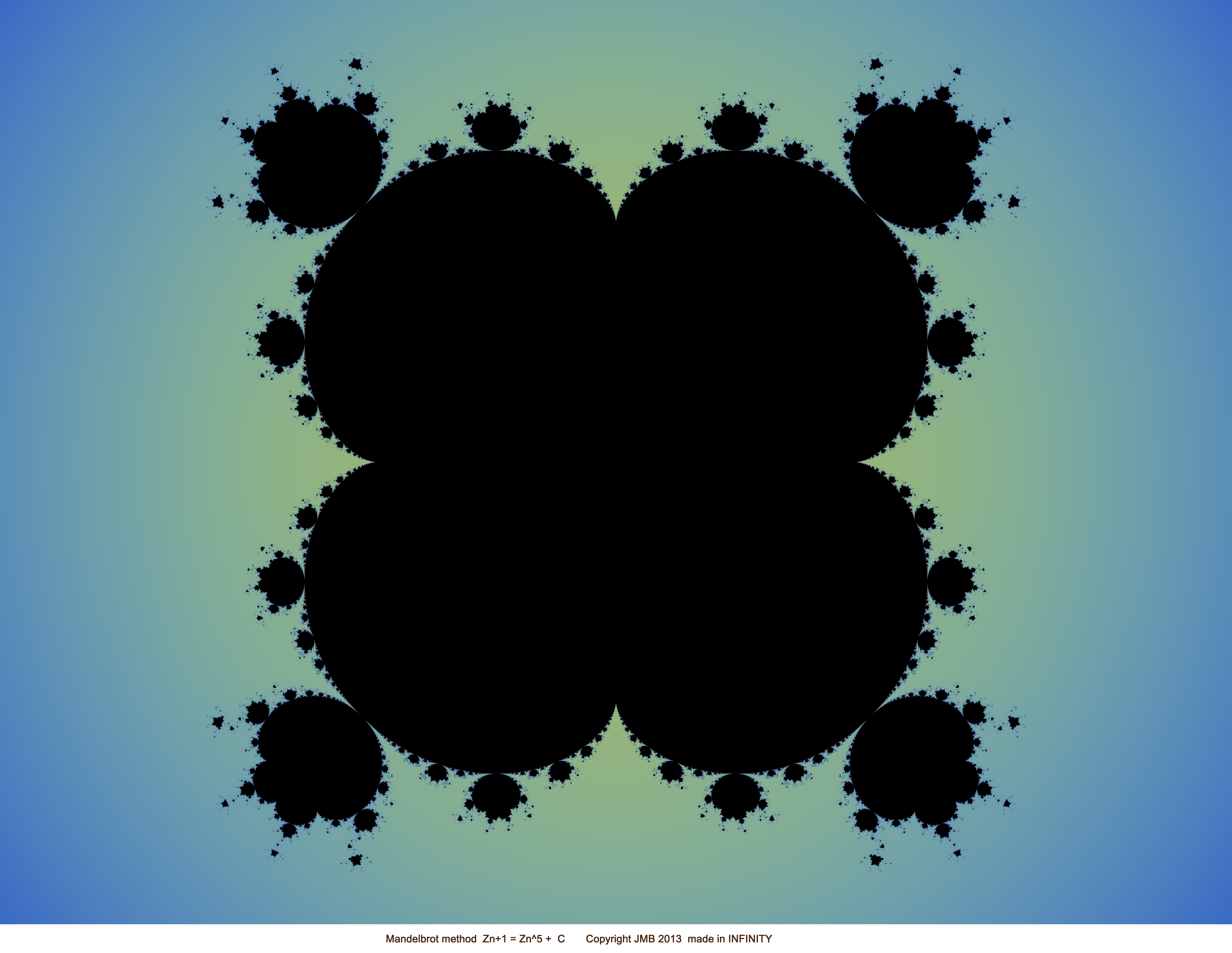
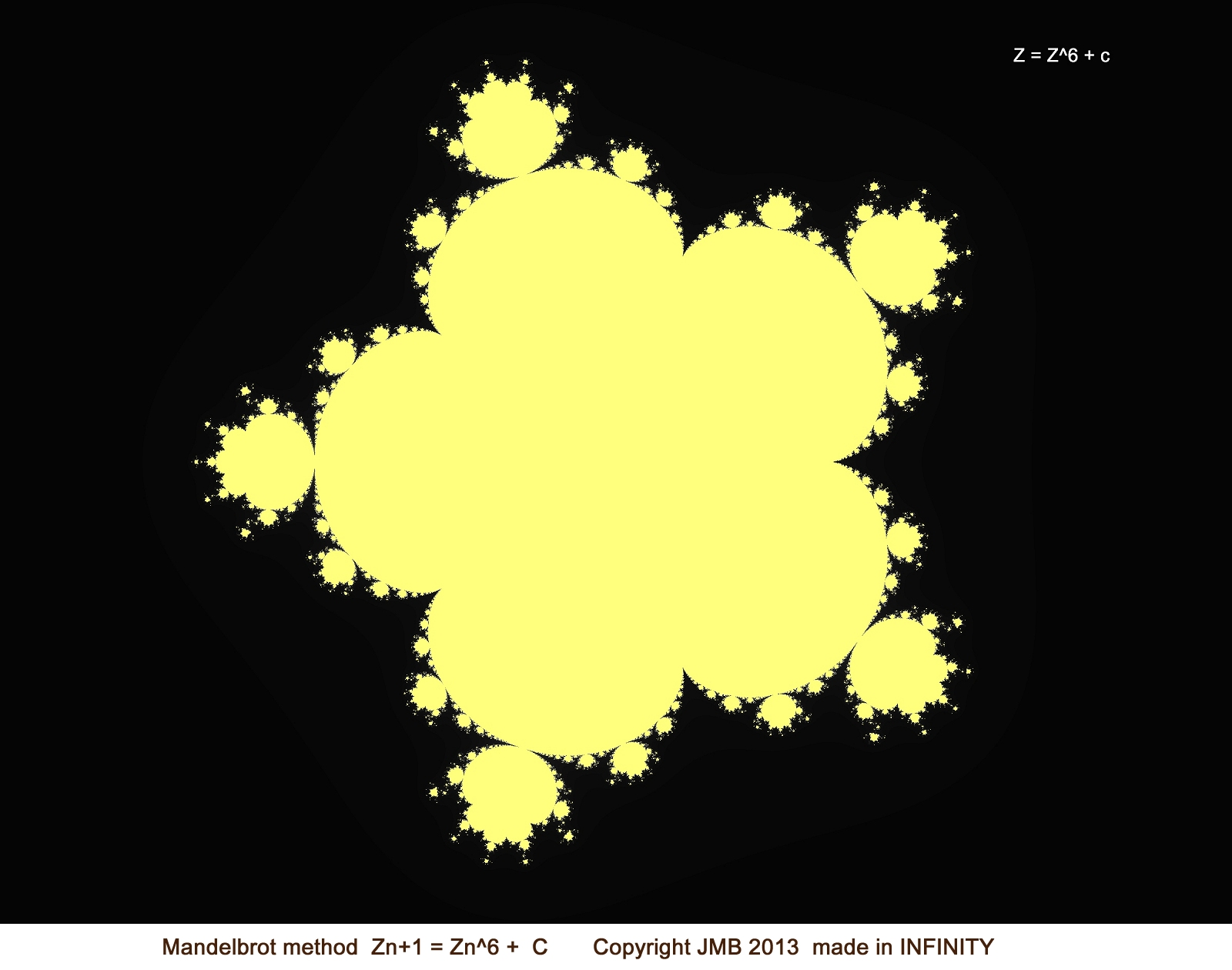
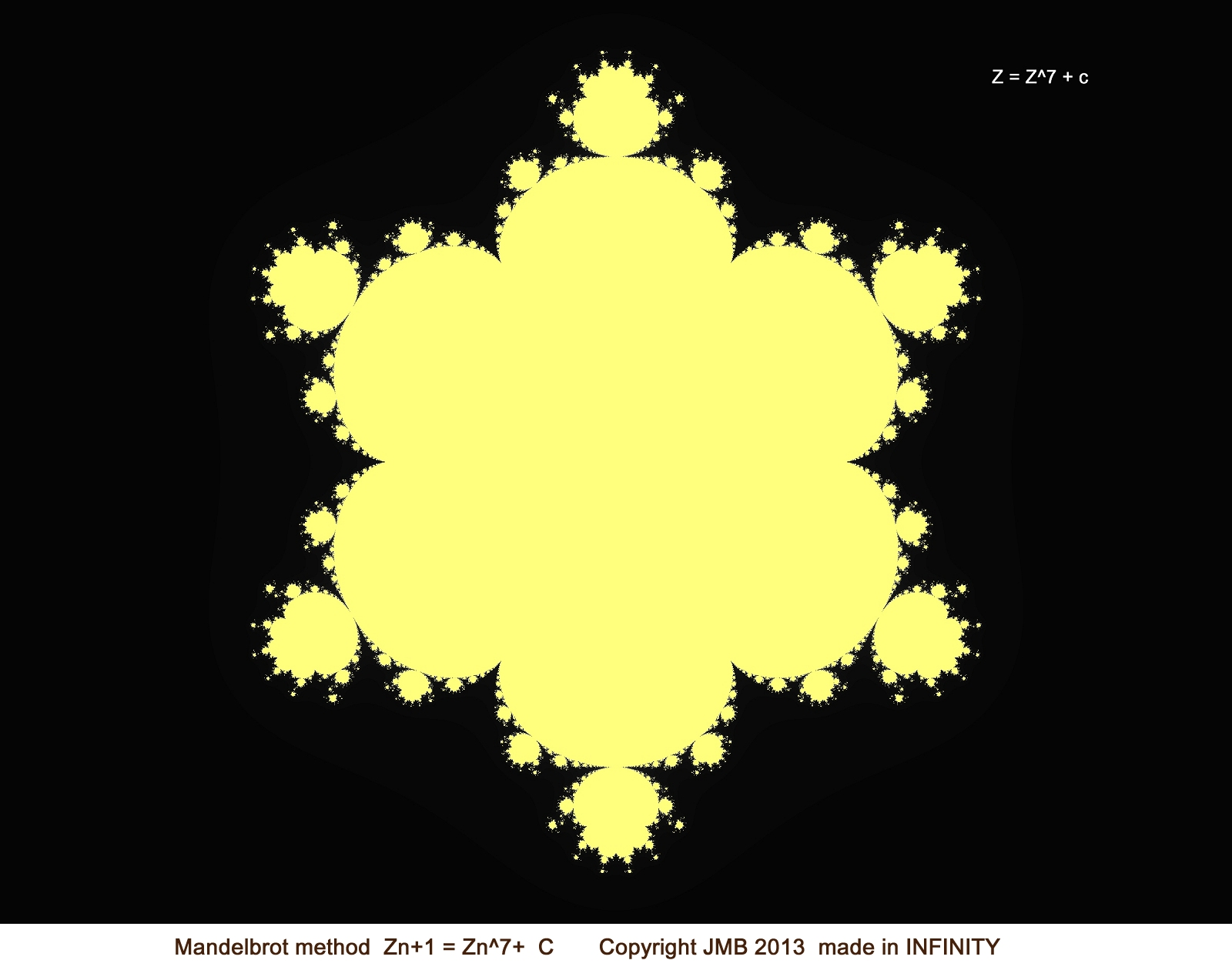
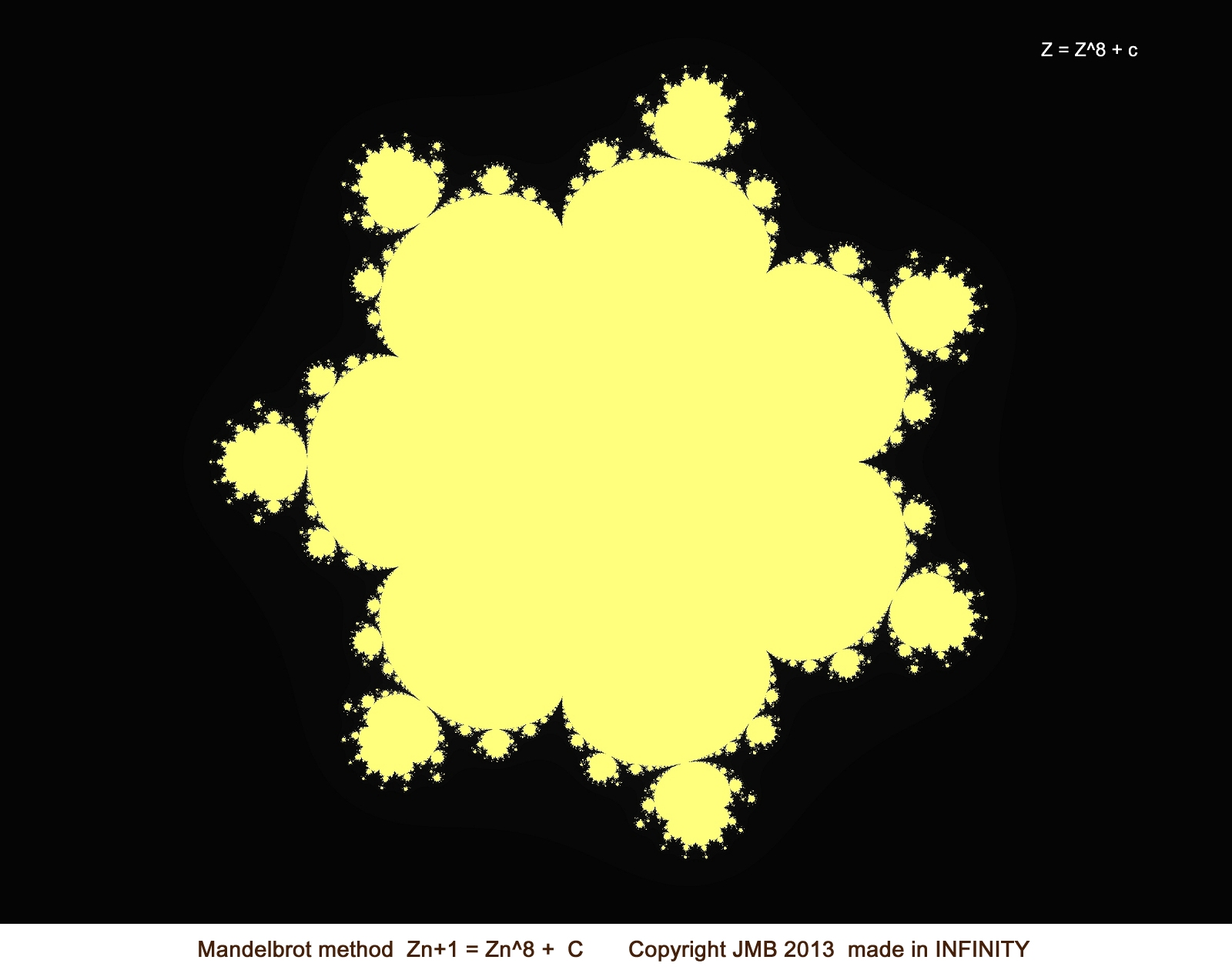
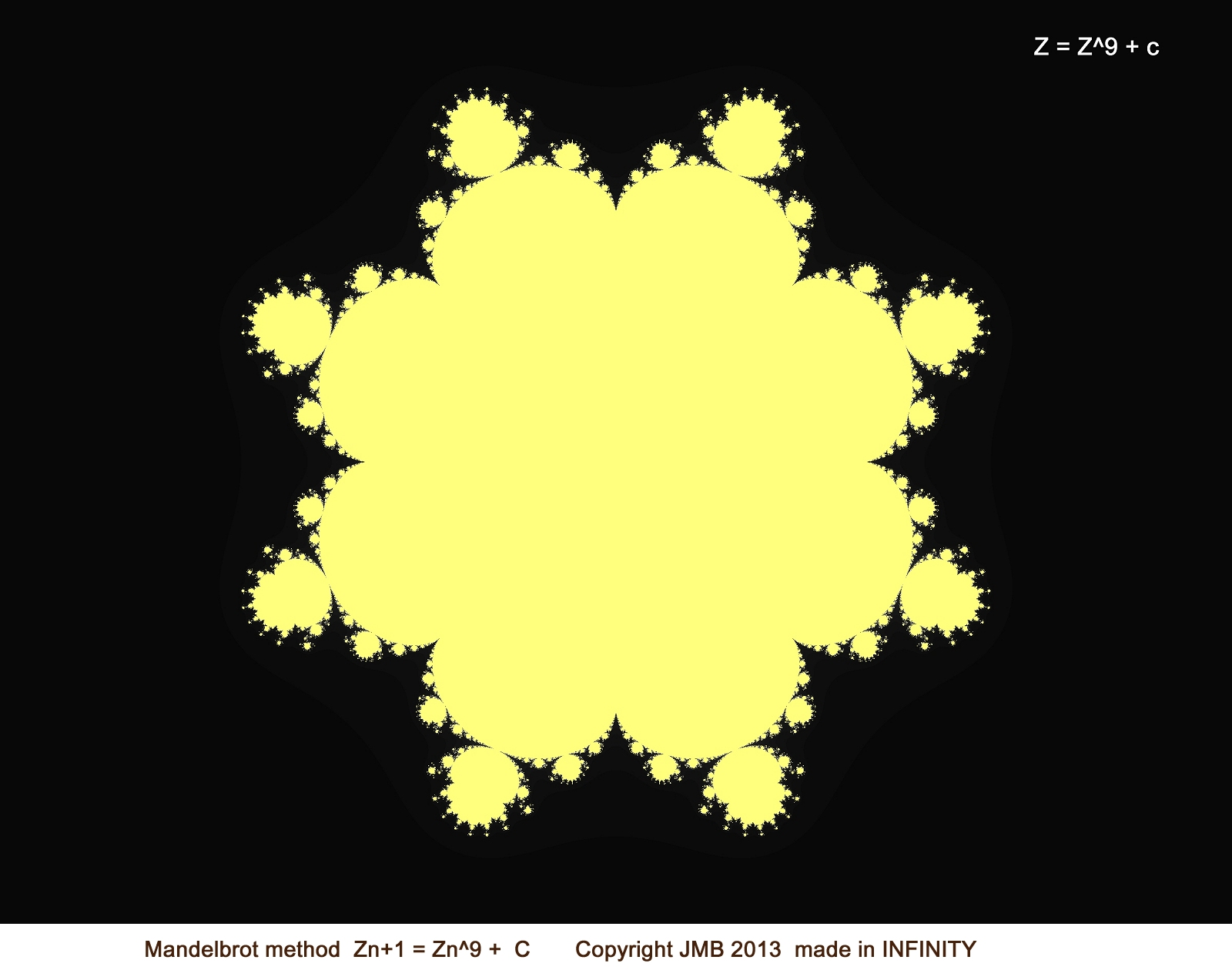
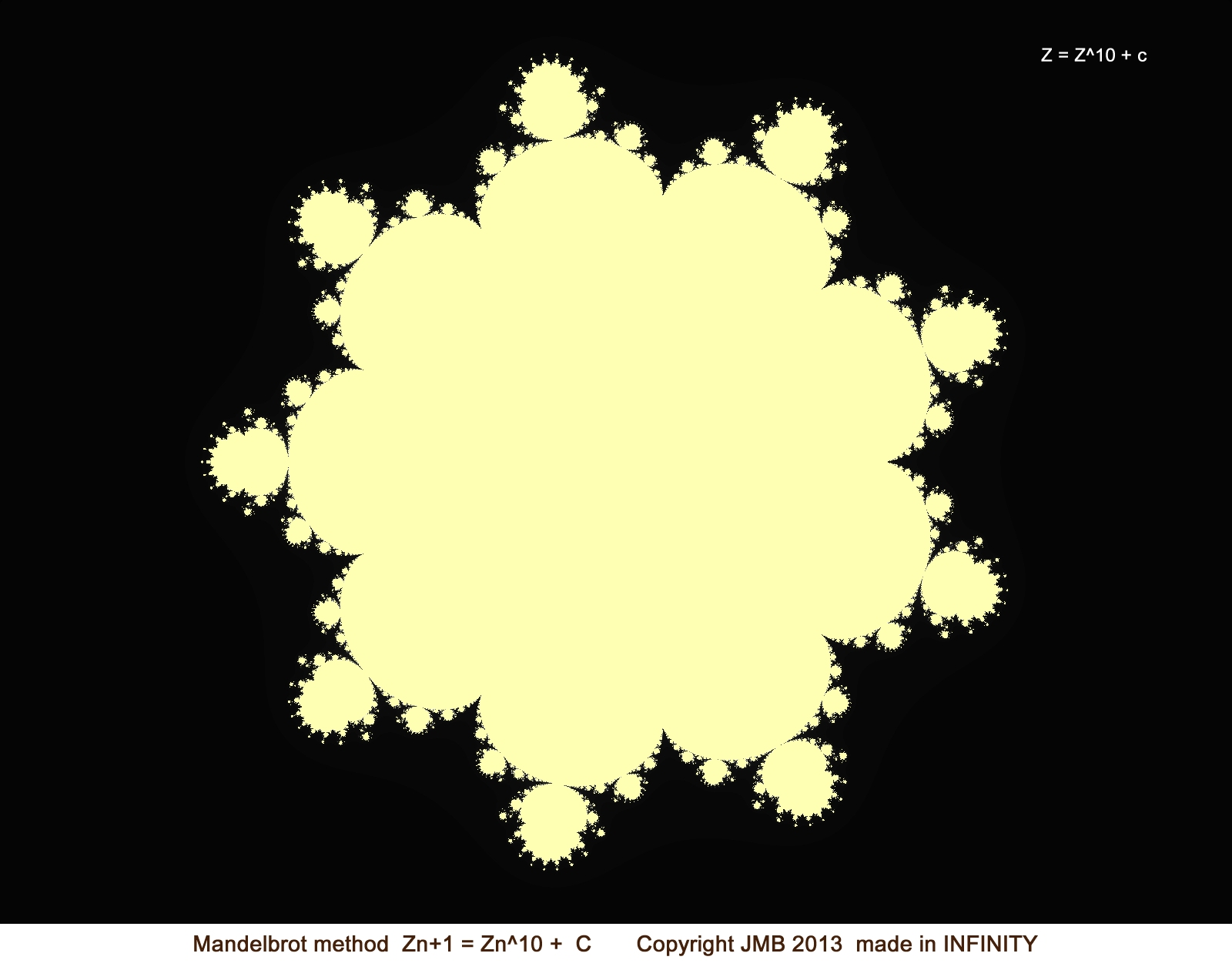
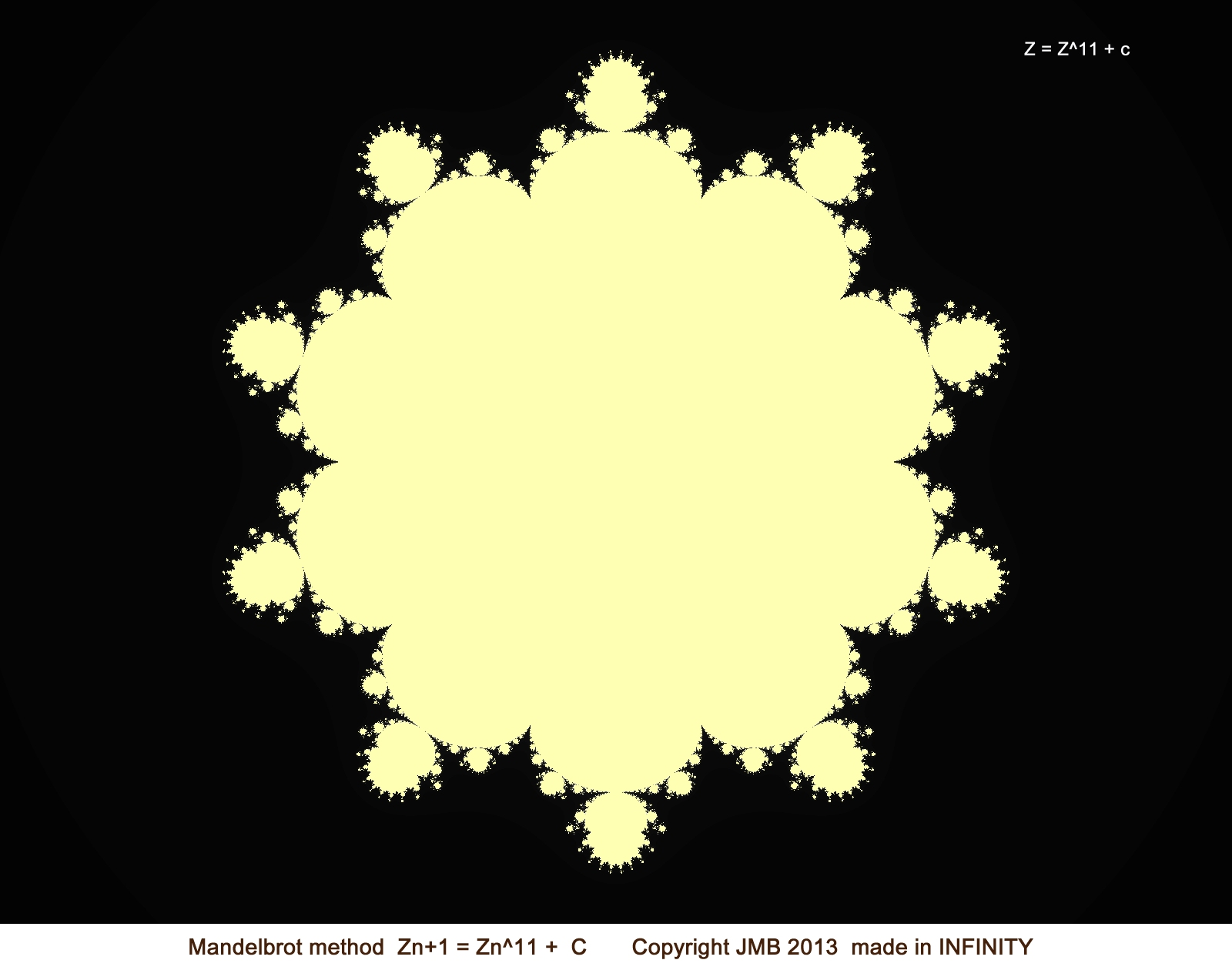
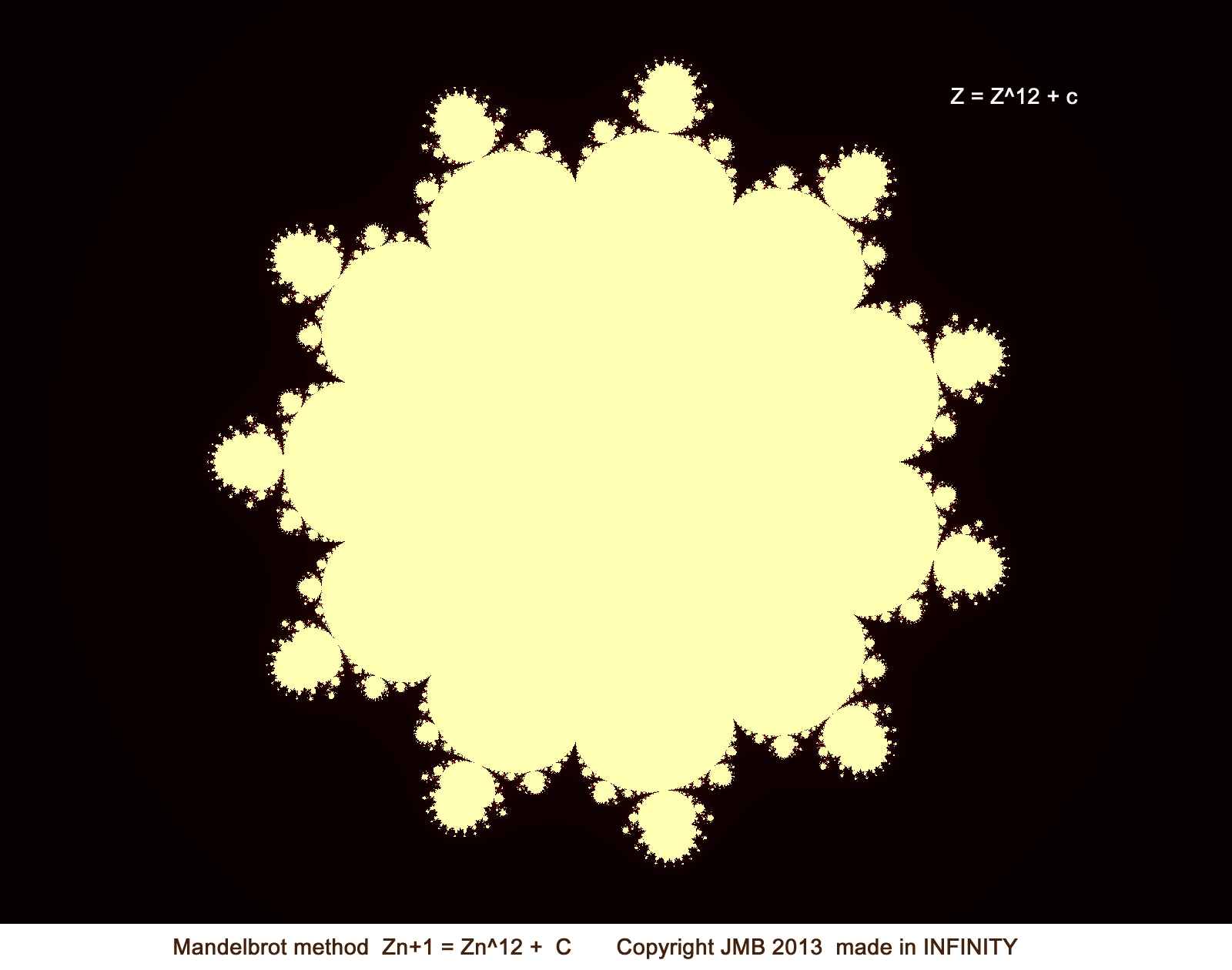

Esempi dei frattali di tipo Mandelbrot {\displaystyle z=z^{m}+c}.

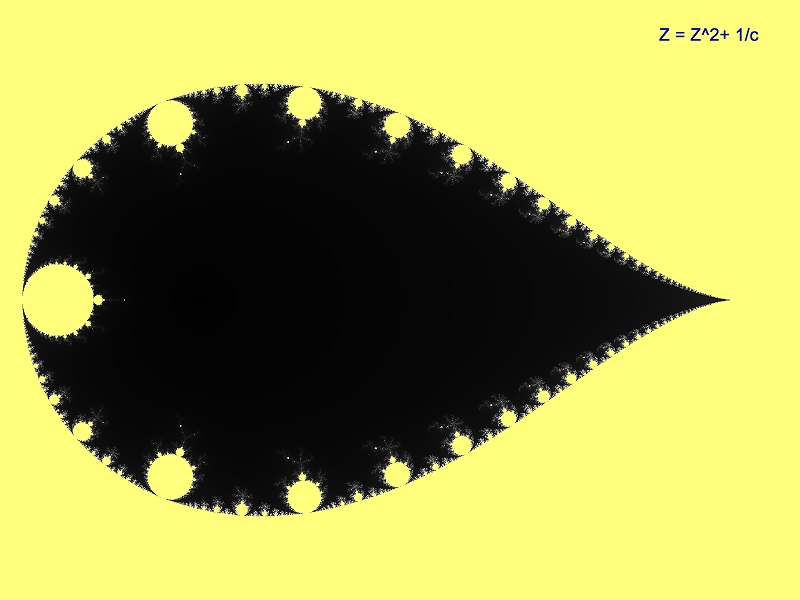
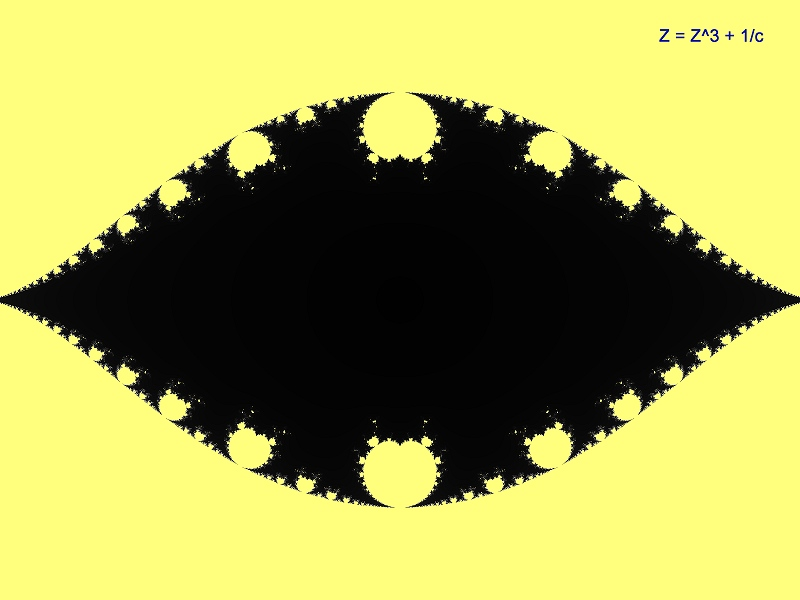
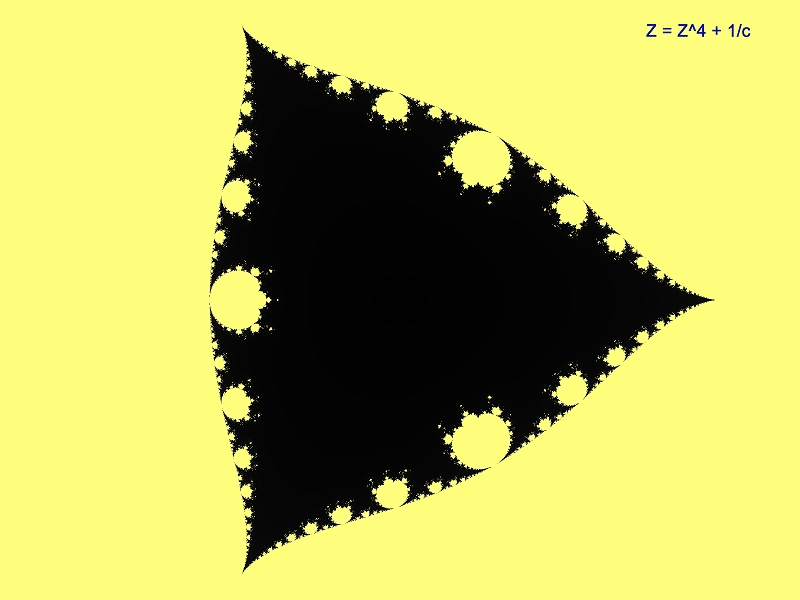
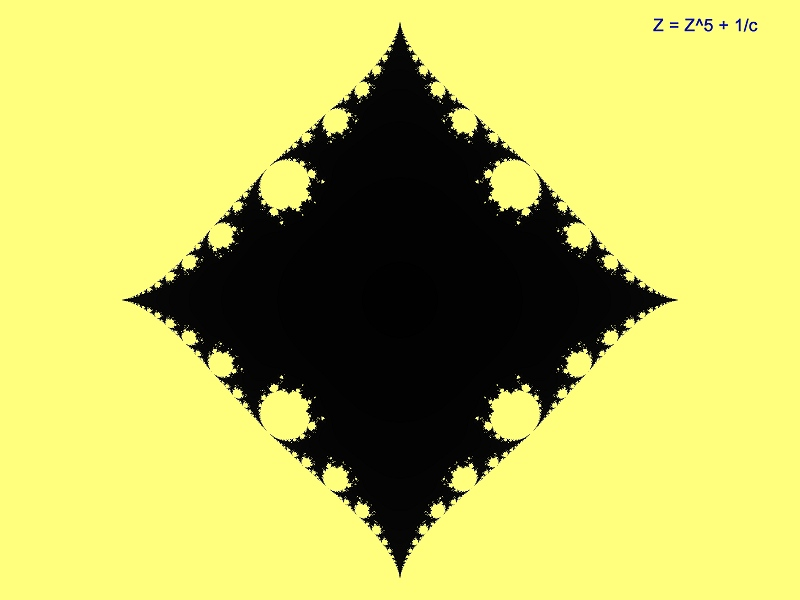
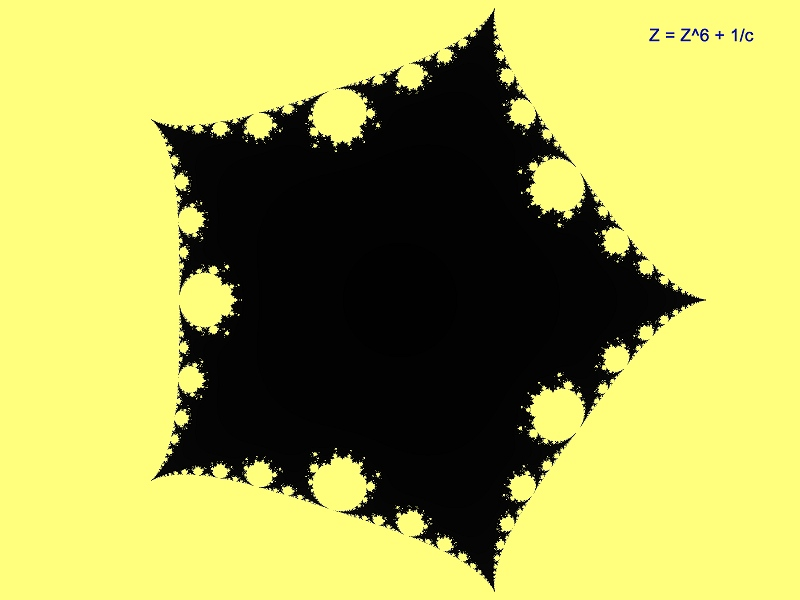
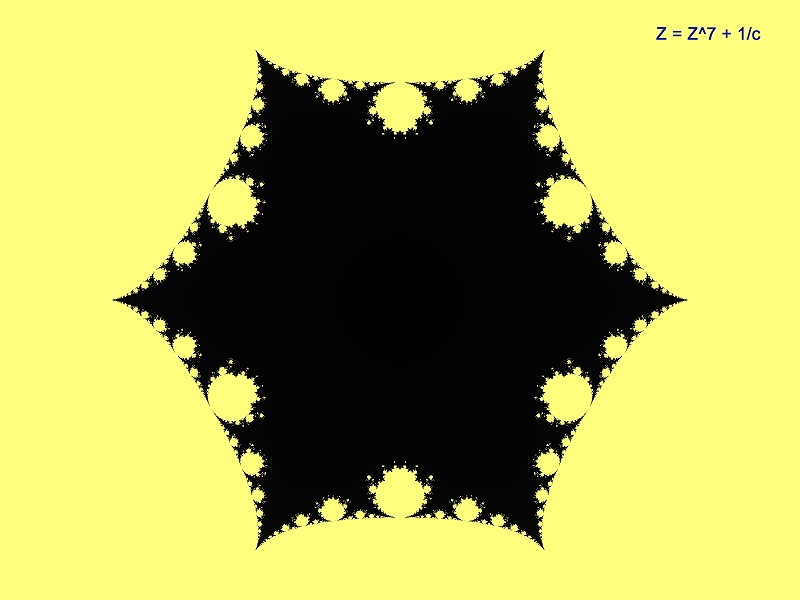

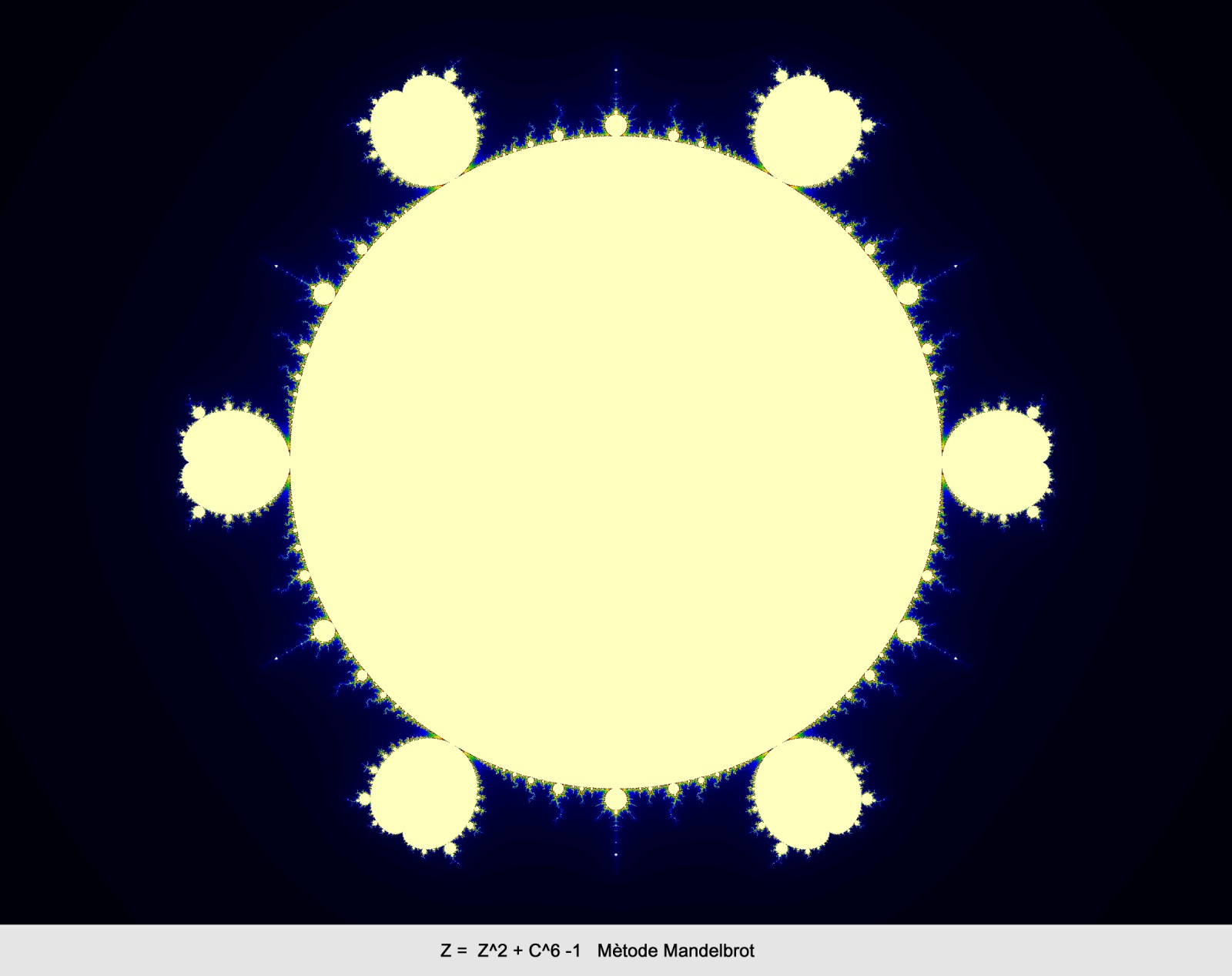
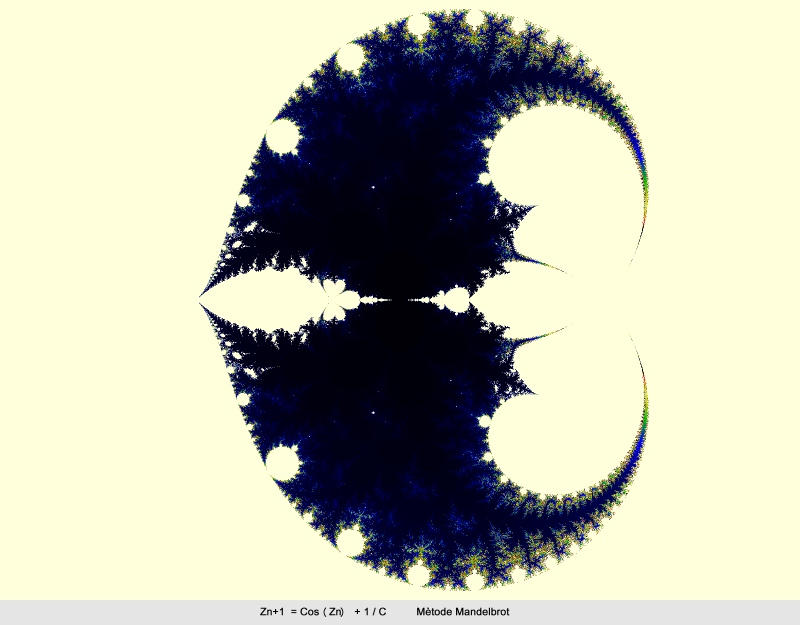
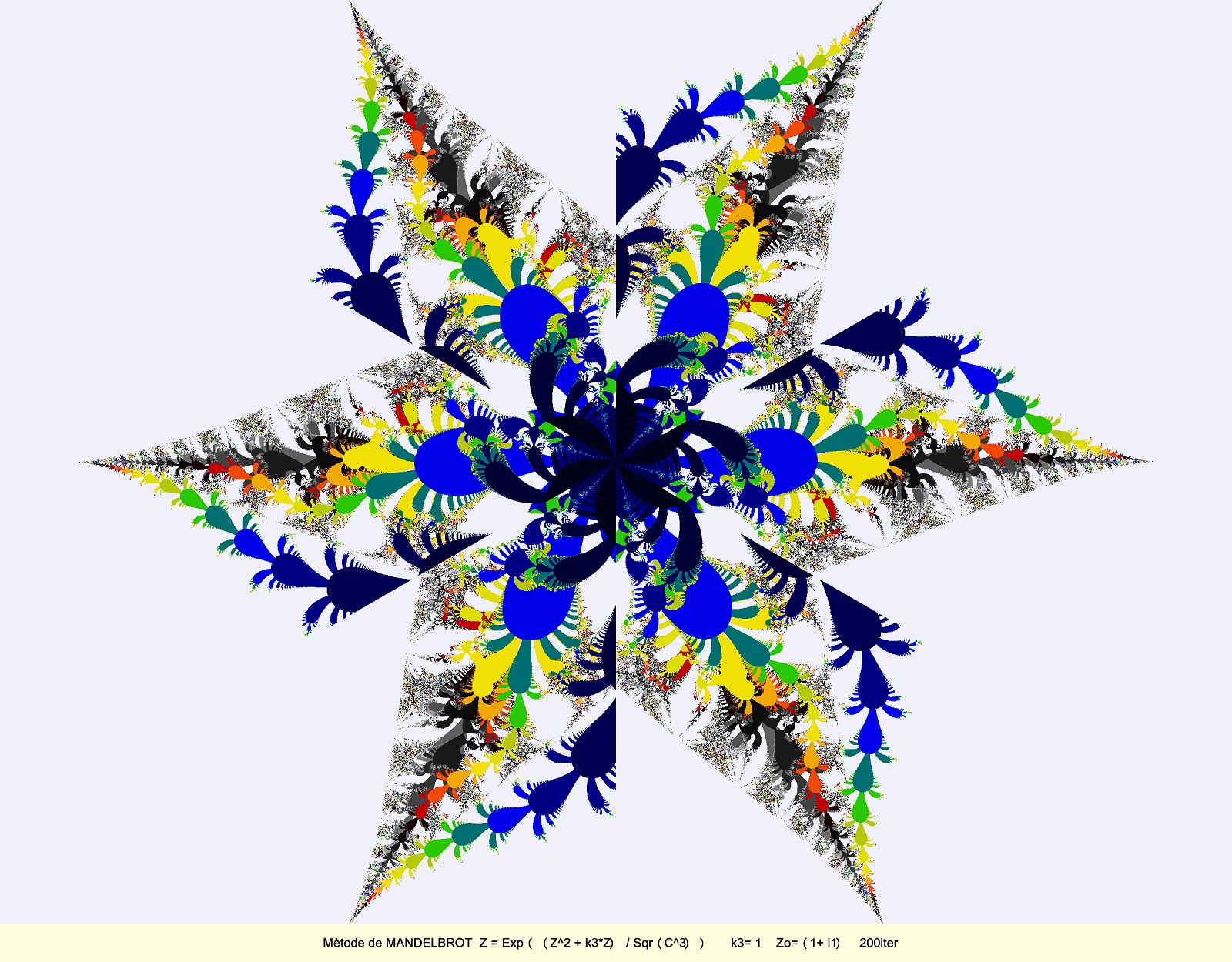
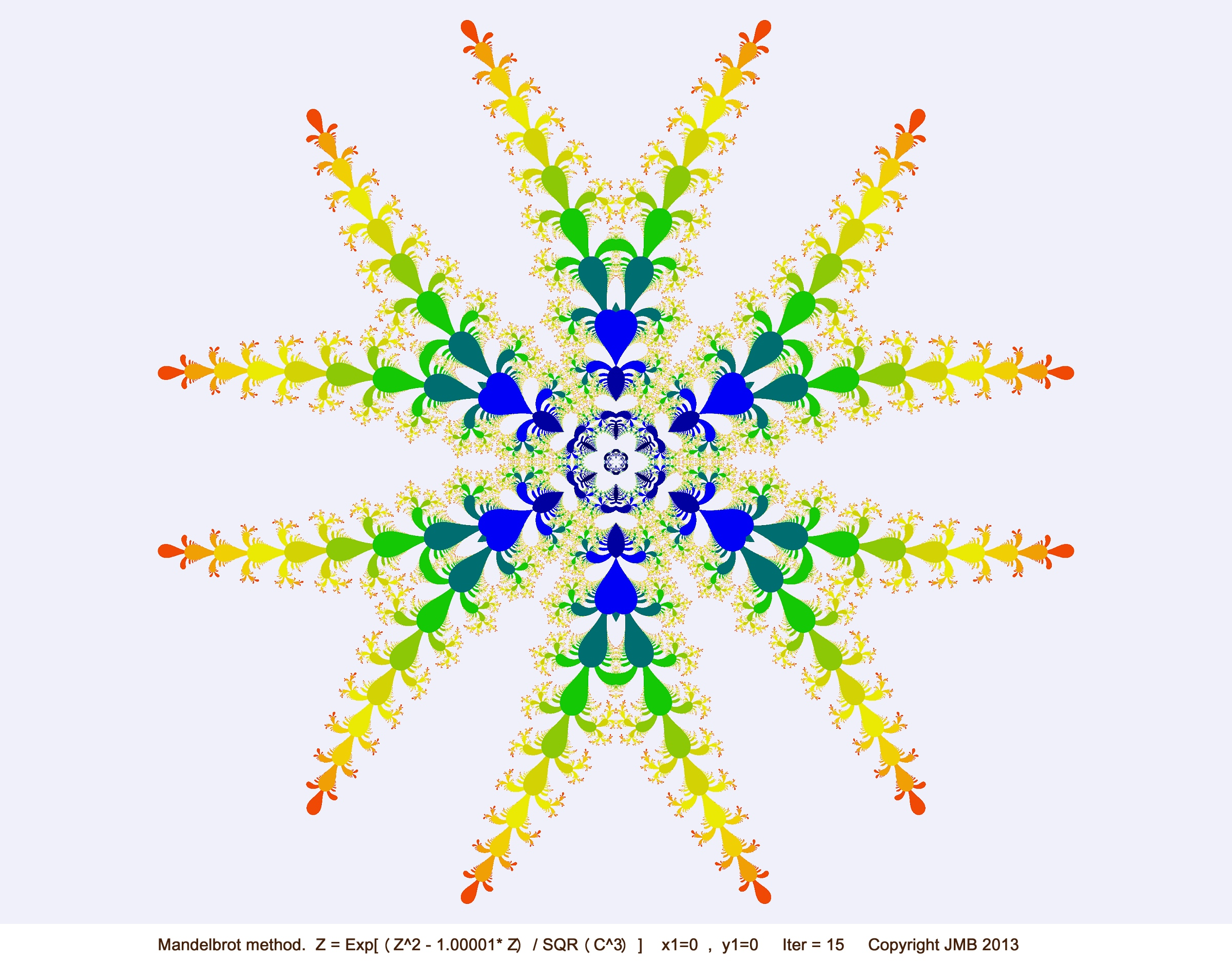
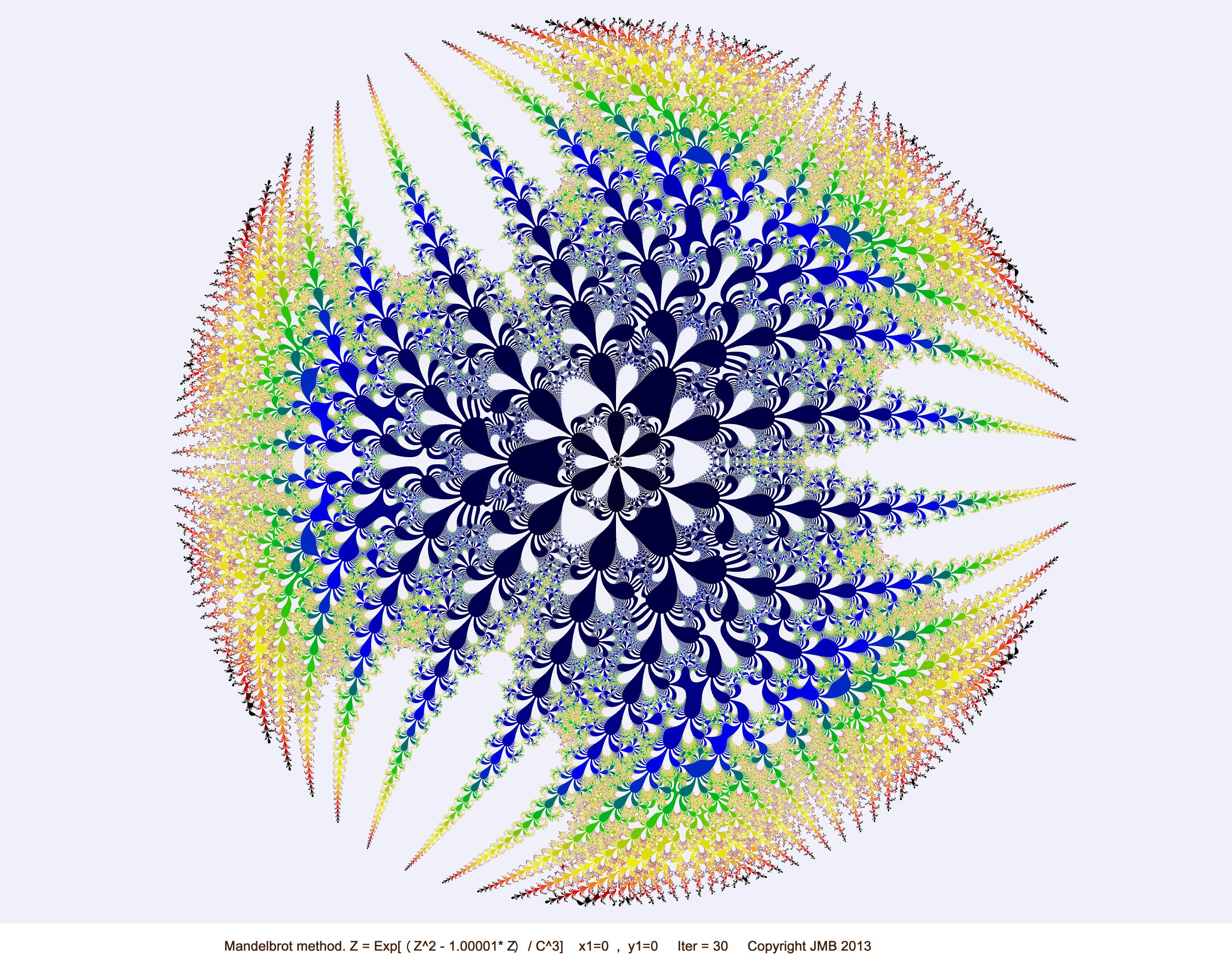
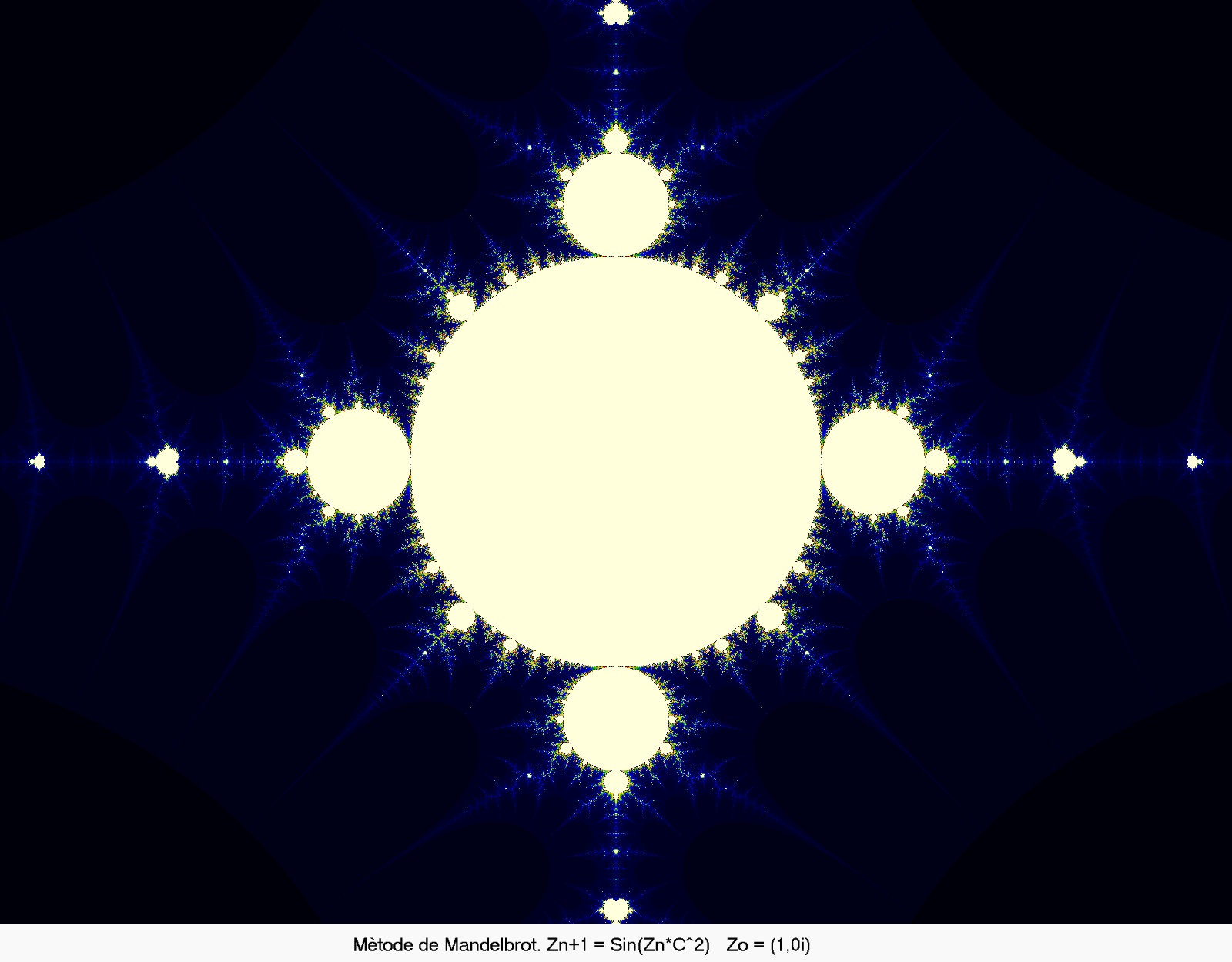
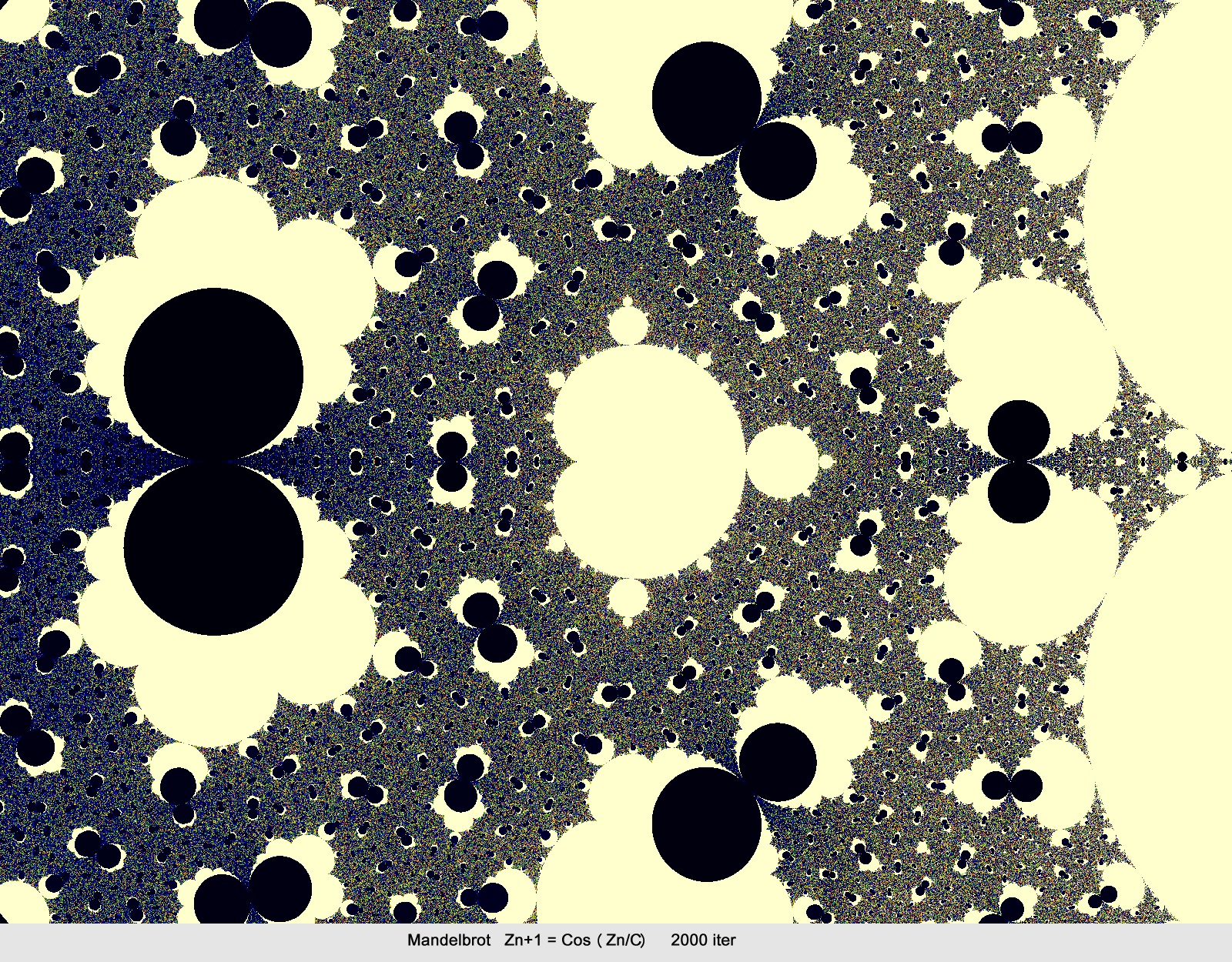
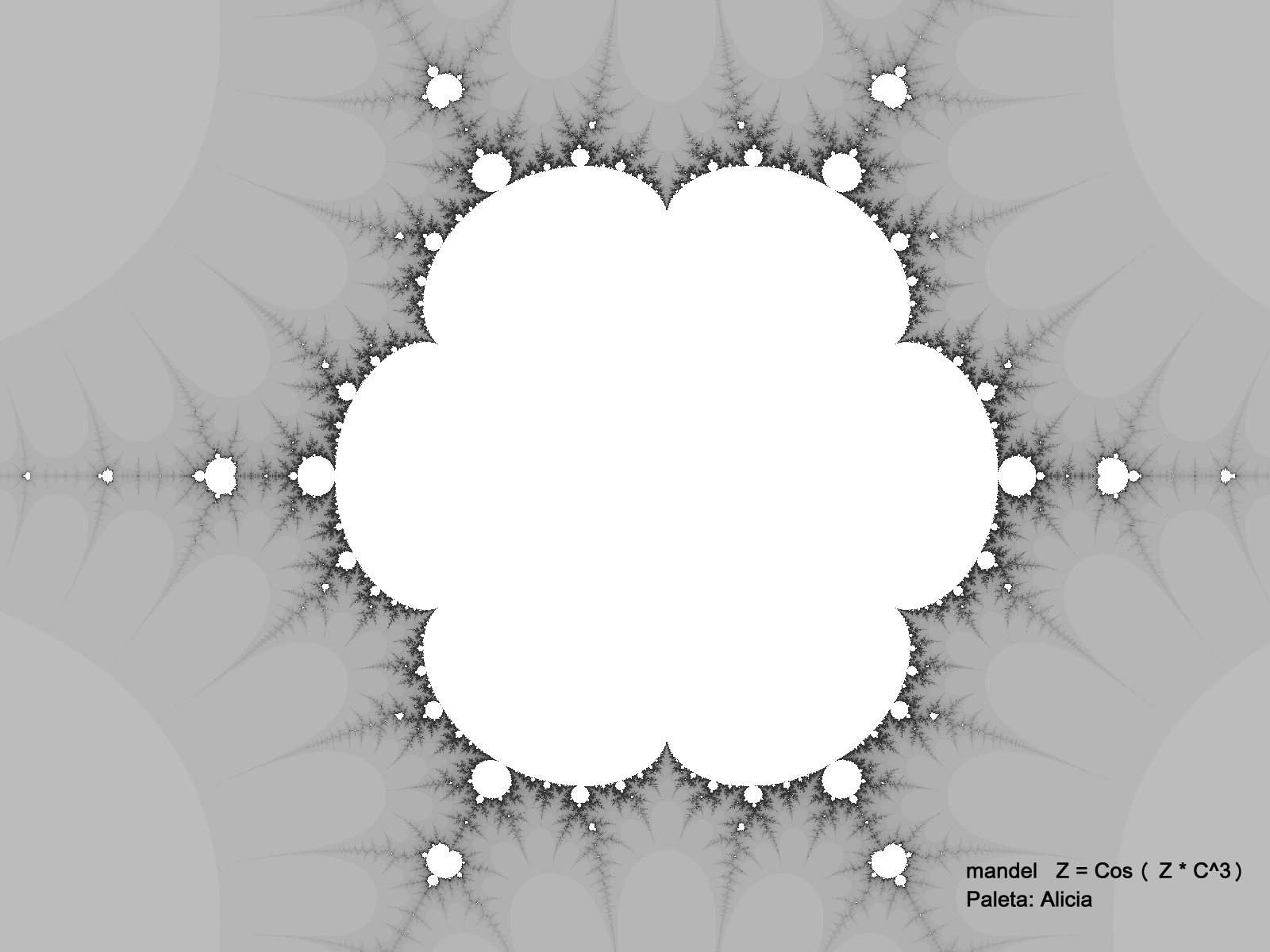
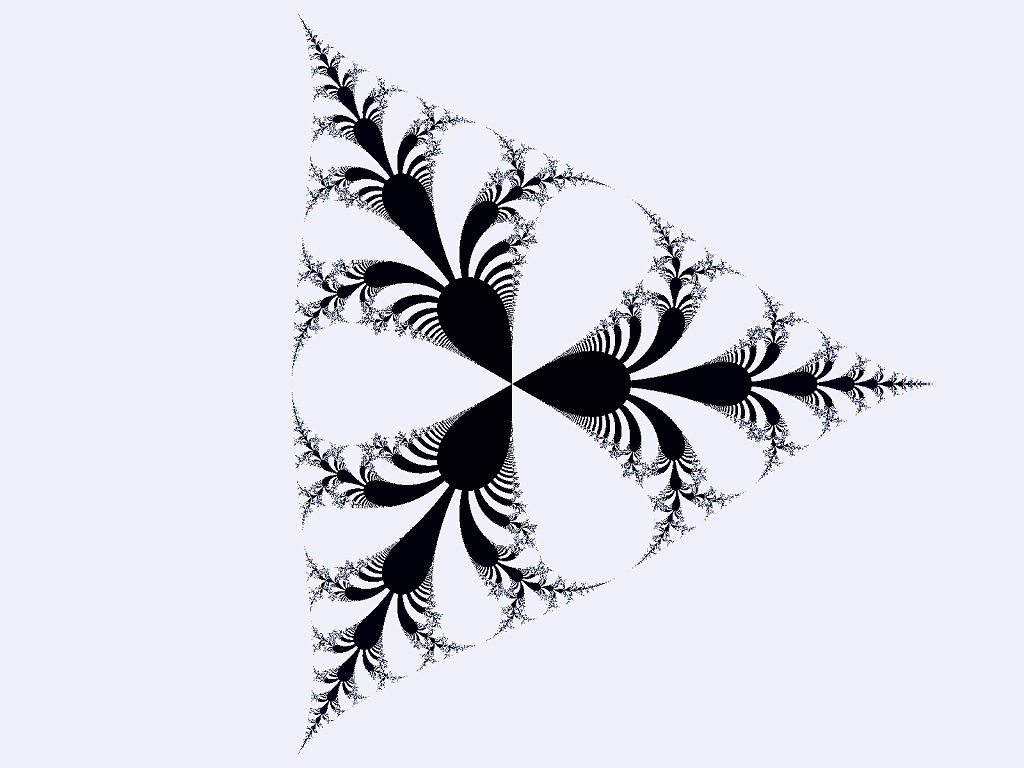
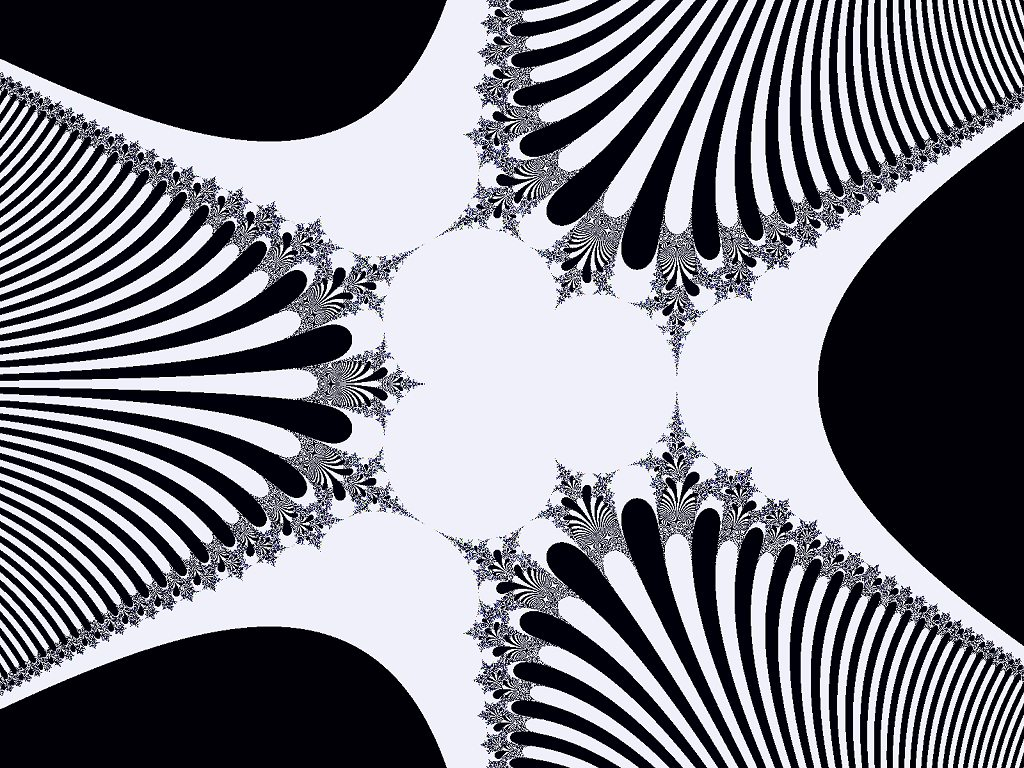
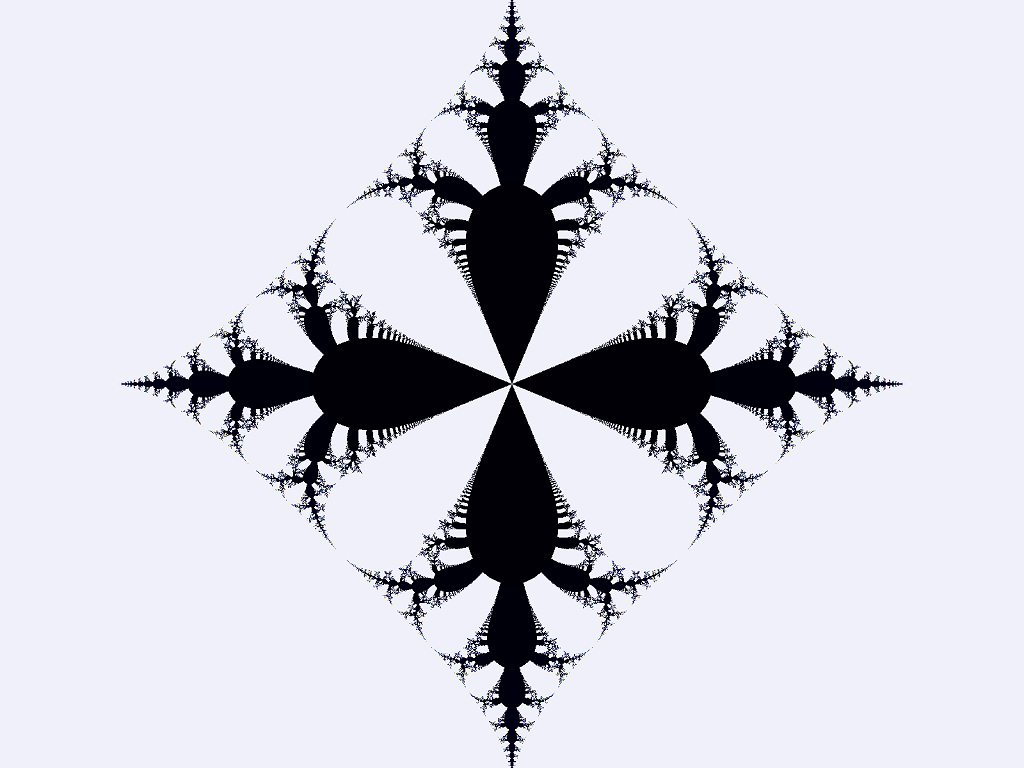
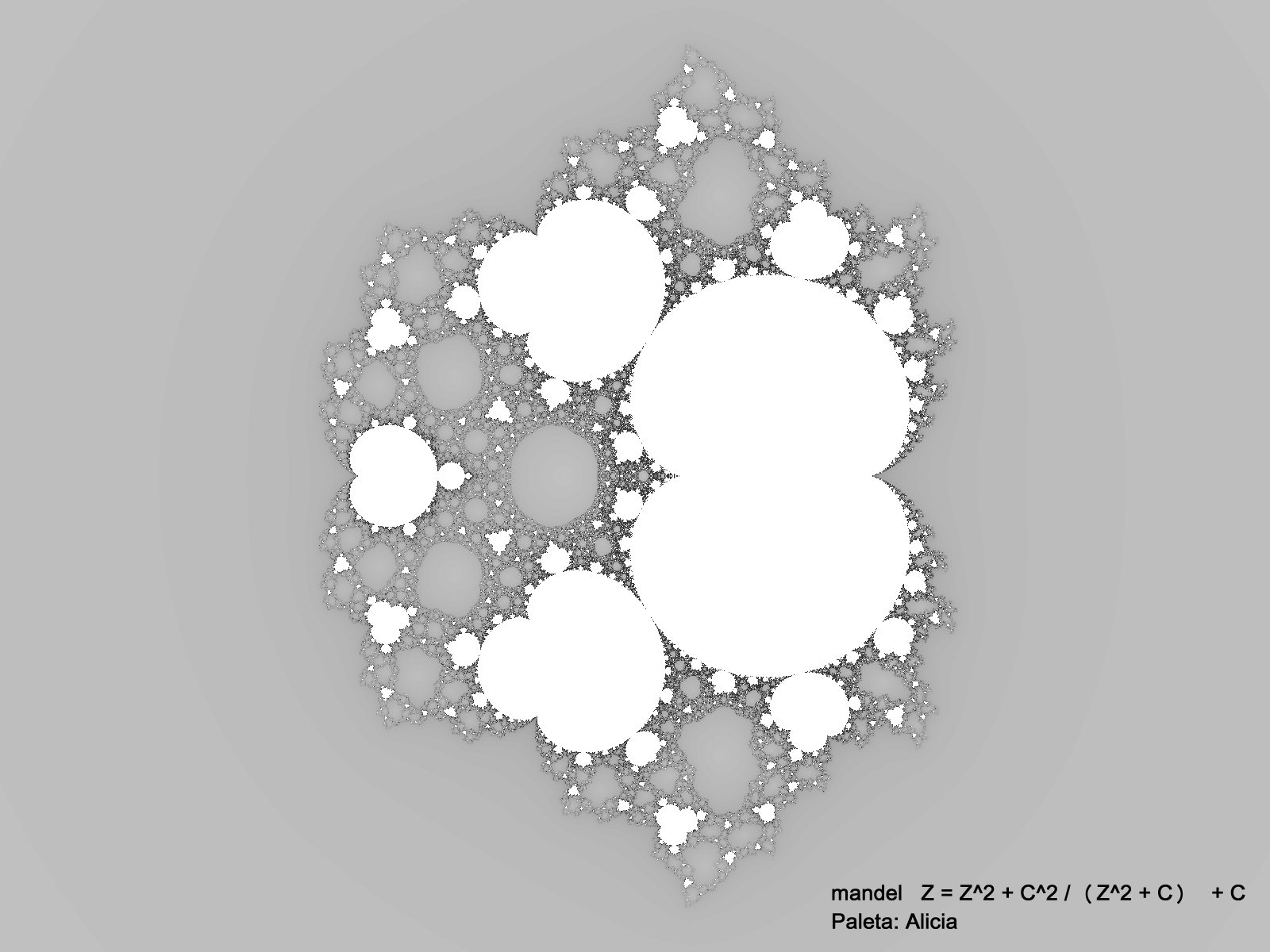
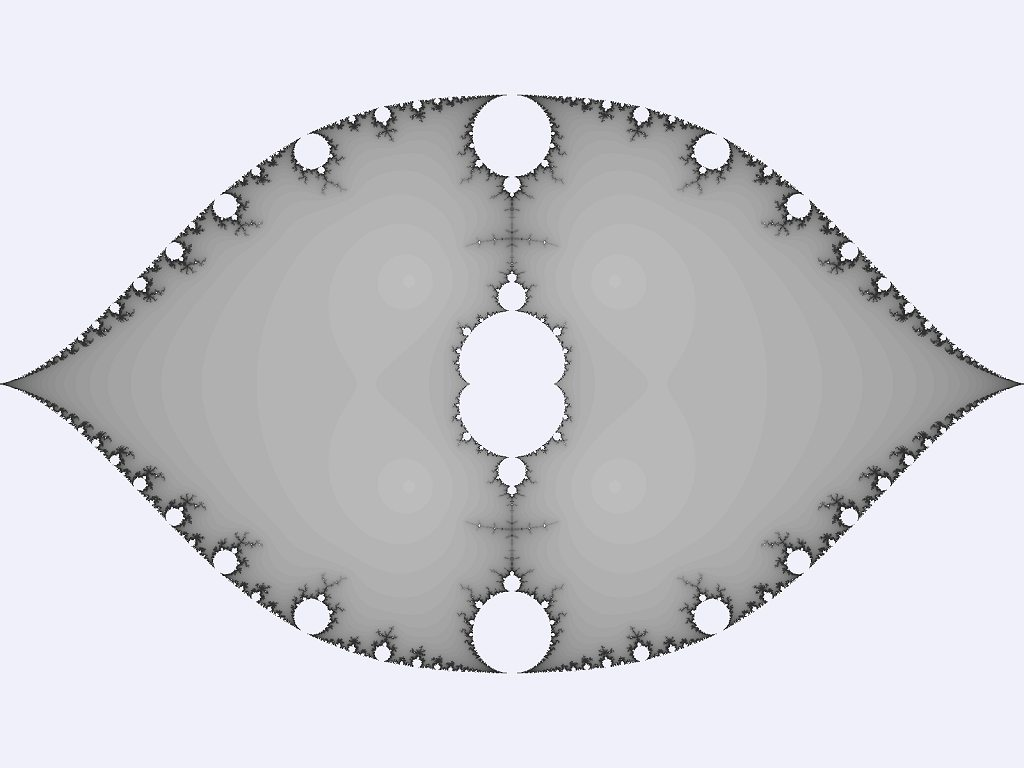
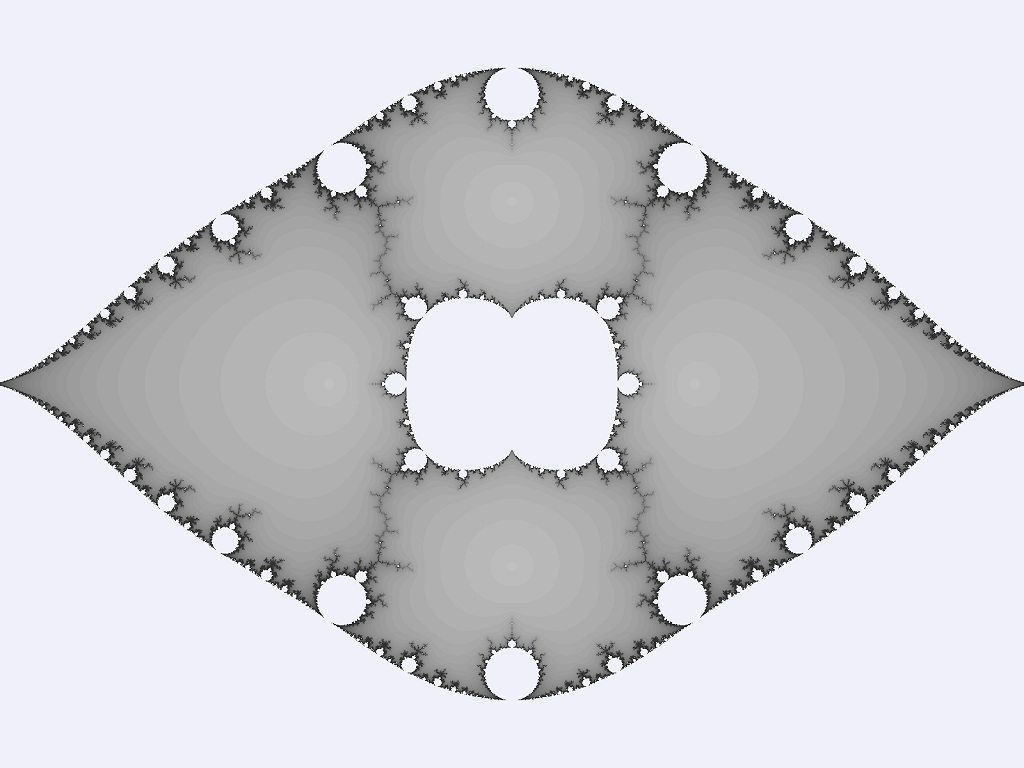
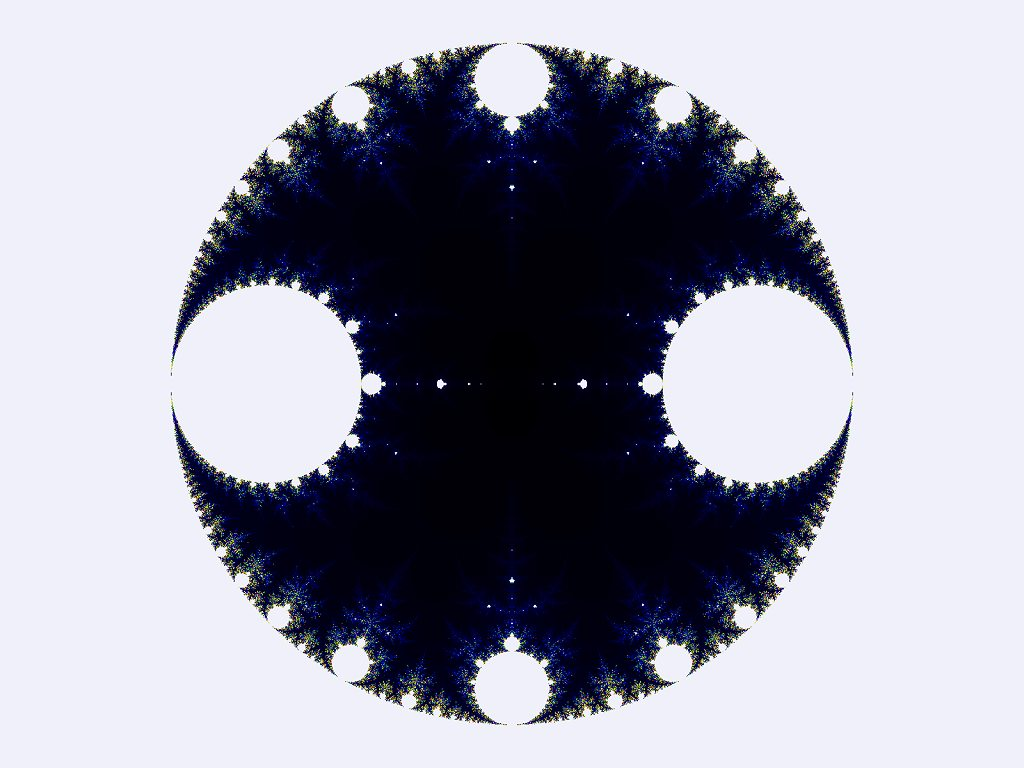
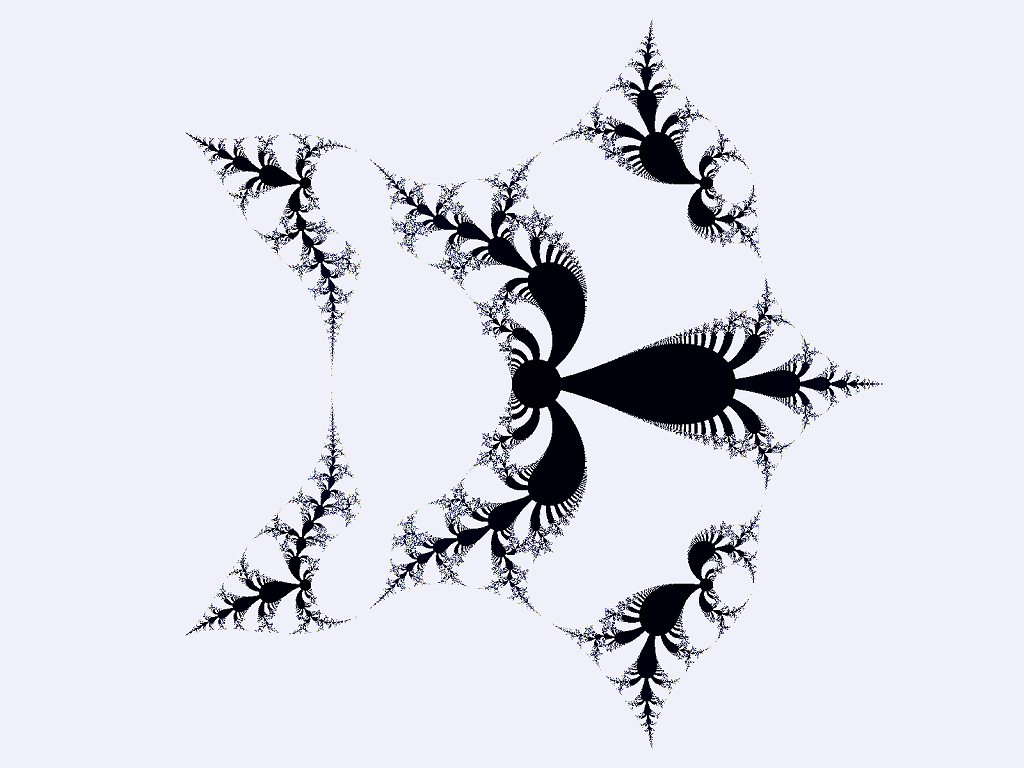

- {\displaystyle z=z^{2}+c,}
insieme di Mandelbrot
- {\displaystyle z=z^{3}+c}
- {\displaystyle z=z^{4}+c}
- {\displaystyle z=z^{5}+c}
- {\displaystyle z=z^{6}+c}
- {\displaystyle z=z^{7}+c}
- {\displaystyle z=z^{8}+c}
- {\displaystyle z=z^{9}+c}
- {\displaystyle z=z^{10}+c}
- {\displaystyle z=z^{11}+c}
- {\displaystyle z=z^{12}+c}

Esempi dei frattali di tipo Mandelbrot {\displaystyle z=z^{m}+{\frac {1}{c}}}.
- {\displaystyle z=z^{2}+{\frac {1}{c}}}
- {\displaystyle z=z^{3}+{\frac {1}{c}}}
- {\displaystyle z=z^{4}+{\frac {1}{c}}}
- {\displaystyle z=z^{5}+{\frac {1}{c}}}
- {\displaystyle z=z^{6}+{\frac {1}{c}}}
- {\displaystyle z=z^{7}+{\frac {1}{c}}}

Altri frattali di Mandelbrot.
- {\displaystyle z=z^{2}+c^{6}-1,}
- {\displaystyle z=\cos z+{\frac {1}{c}}}
- {\displaystyle z=e^{\frac {z^{2}+z}{\sqrt {c^{3}}}},}
{\displaystyle z_{0}=1+i}
- {\displaystyle z=e^{\frac {z^{2}-1,00001\cdot z}{\sqrt {c^{3}}}}}
- {\displaystyle z=e^{\frac {z^{2}-1,00001\cdot z}{c^{3}}}}
- {\displaystyle z=\sin(zc^{2}),}
{\displaystyle z_{0}=1}
- {\displaystyle z=\cos \left({\frac {z}{c}}\right)}
- {\displaystyle z=\cos(zc^{3})}
- {\displaystyle z=e^{\frac {z^{3}}{c^{3}}}}
- {\displaystyle z=e^{\frac {c^{3}}{z^{3}}}}
- {\displaystyle z=e^{\frac {z}{c^{4}}}}
- {\displaystyle \scriptstyle {z=z^{2}+{\frac {c^{2}}{z^{2}+c}}+c}}
- {\displaystyle z=z^{2}+{\frac {c^{2}}{c^{4}+0,1}},}
- {\displaystyle \scriptstyle {z=z^{2}+{\frac {c^{2}}{c^{4}-0,25}}}}
- {\displaystyle z=\sinh \left({\frac {z}{c}}\right),}
{\displaystyle z_{0}=i}
- {\displaystyle z=e^{\frac {z^{2}}{c^{5}+c}}}

## Voci correlate

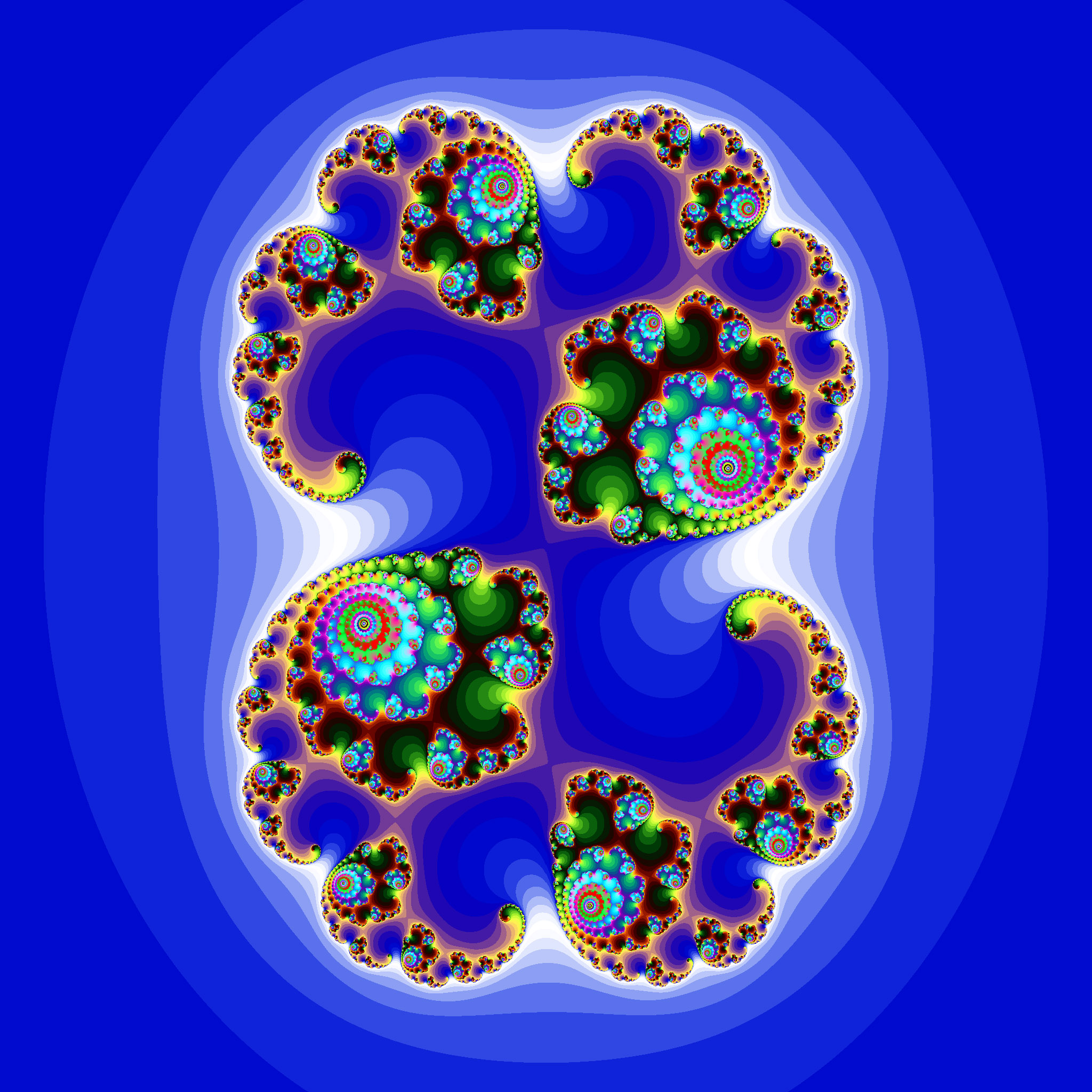
L'insieme di Julia è anch'esso un frattale